# Villa Ephrussi de Rothschild
Koordinaten: 43° 41′ 48″ N, 7° 19′ 43″ O

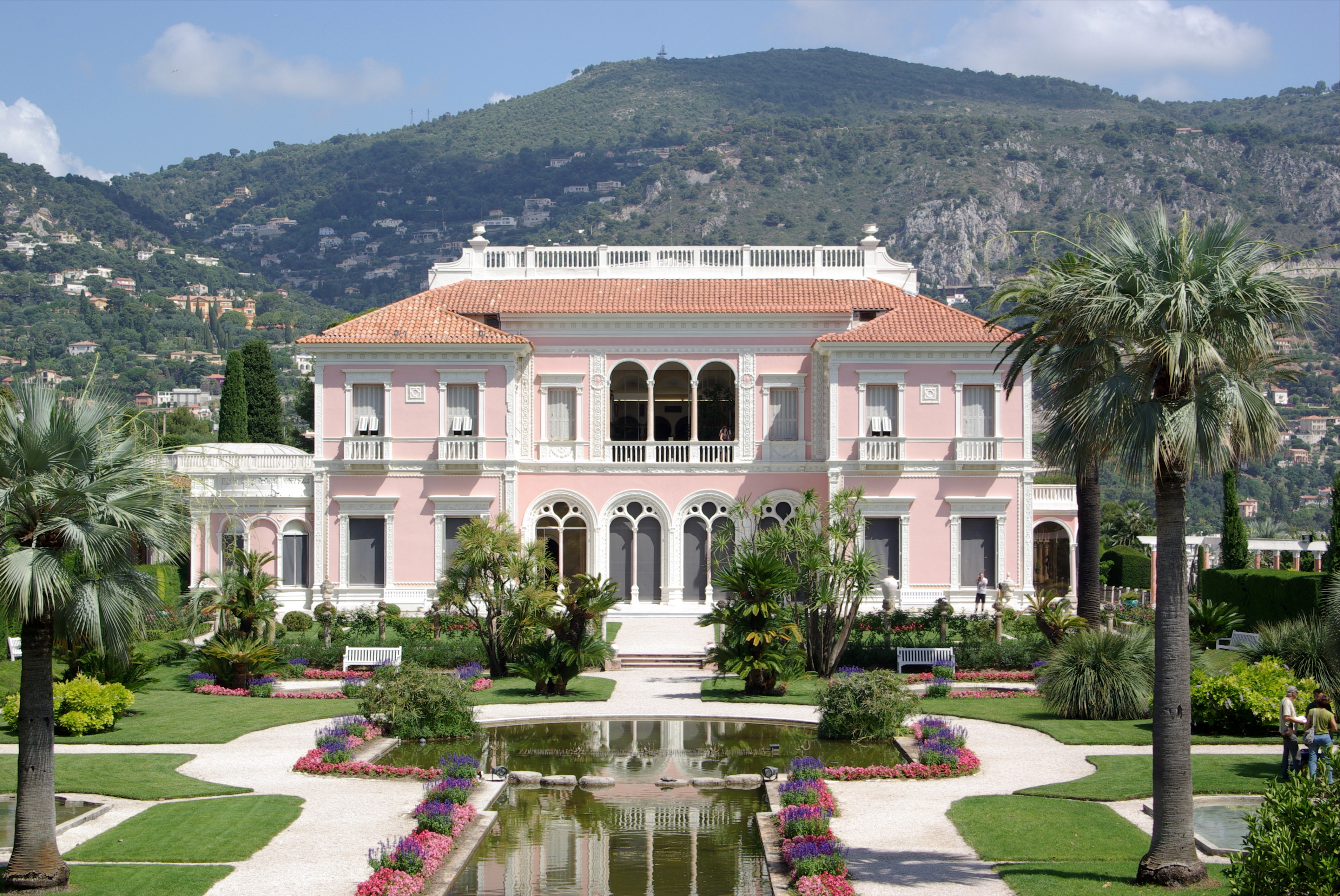
Villa Ephrussi de Rothschild

Die Villa Ephrussi de Rothschild, auch bekannt als Villa Ile-de-France, ist eine Villa im Renaissance-Stil oberhalb der Côte d’Azur.

## Geschichte
Die Villa im Stil der Neorenaissance wurde zwischen 1905 und 1912 auf dem Cap Ferrat in der Gemeinde Saint-Jean-Cap-Ferrat für die Baronesse Béatrice de Rothschild (1864–1934) erbaut.
«Das Museum gibt eine besonders anschauliche Vorstellung davon, dass die Besitzer der Residenz große Liebhaber der Kunst der Belle Époque waren, die einen besonderen Anreiz im 18. Jahrhundert fand.» Corcuera (Vogue Décoration, 1985)
Die Baronin vermachte die Villa nach ihrem Tode der Académie des Beaux-Arts, die sie 1937 für die Öffentlichkeit zugänglich machte.

### Die Baroness Ephrussi de Rothschild und die Kunst

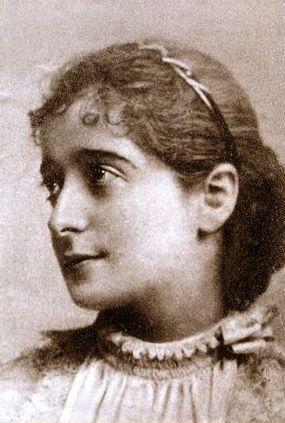
Baroness Béatrice Ephrussi de Rothschild

Béatrice de Rothschild wurde am 14. September 1864 geboren und entstammte der Ehe von Baron Alphonse de Rothschild und Leonora de Rothschild (1837–1911). Sie gehörte demnach dem Pariser Zweig der Rothschild-Familie an.
Sie heiratete im Alter von 19 Jahren am 5. Juni 1883 den russisch-jüdischen Bankier Maurice Ephrussi (1849–1916). Aufgrund der Spielsucht ihres Mannes trennte sich das Paar 1904.
Das Paar sammelte leidenschaftlich Gegenstände zur Architektur, der Natur und der Kunst sowie Unikate. Die Baronesse selbst führte einen aufwändigen Lebensstil.
Ebenso wie ihr Vater, Alphonse de Rothschild, Leiter der Banque de France sowie zugleich einer der Hauptaktionäre der damals größten französischen Privatbahn Compagnie des chemins de fer de Paris à Lyon et à la Méditerranée (PLM) und Mitglied der Académie des Beaux-Arts oder auch ihr Onkel Alfred in London, sammelte Béatrice Ephrussi de Rothschild Kunstgegenstände und errichtete sich mehrere Residenzen.
Im Laufe ihrer Karriere sammelte sie entsprechend der Sitte der großen Kunstsammler ihrer Zeit (u. a. Henri Cernuschi, Jacquemart-André, Richard Wallace, Henry Clay Frick) mit Vorliebe französische oder außereuropäische Kunst des 18. Jahrhunderts. Einige Familienmitglieder der Rothschilds, etwa Edmond de Rothschild und Ferdinand de Rothschild (Waddesdon Manor) taten es ihr gleich. Viele ihrer angekauften Sammelobjekte wurden mit dem Zug zum Bahnhof in Beaulieu-sur-Mer gebracht, und von dort weiter in die Villa Ephrussi de Rothschild transportiert. Ihre Sammelleidenschaft kannte diesbezüglich kaum Grenzen; um zum Beispiel an ein Wandbild zu kommen, kaufte sie die Kapelle, wo das Kunstwerk beherbergt war.

### Die Villa Ephrussi de Rothschild
Béatrice Ephrussi de Rothschild entdeckte nach dem Tod des Vaters 1905 Cap Ferrat, zu einem Zeitpunkt als sich die französische Riviera zu einem Ort der High Society entwickelte. Angezogen von der natürlichen Schönheit des Ortes, erwarb sie im selben Jahr sieben Hektar Grund bestehend aus felsigen und kargen Flächen an der schmalsten Stelle der Halbinsel, sowie ein Stück Land von König Leopold II. von Belgien, um so das terrassierte Grundstück zu erweitern.

## Architektur
Nach fünfjähriger Bauzeit (1907 bis 1912) entstand ein Bau im Stil der italienischen Renaissance. Beteiligte Architekten waren Jacques Marcel Auburtin (1872–1926) und Aaron Messiah (1858–1940), der auch den dazugehörigen Garten mit gestaltete. Das Bauwerk wurde im sogenannten Goût Rothschild bzw. „Rothschild-Geschmack“ errichtet, ein vor allem im Frankreich des 19. Jahrhunderts beliebter Stil.
Viele Architekten wie Jacques Marcel Auburtin waren an einer Mitwirkung am geplanten Bau der Villa sehr interessiert und sprachen wegen des umfangreichen Bauvorhabens bei Béatrice Ephrussi de Rothschild vor. Auburtins letztes Projekt gewann den Prix de Rome und genoss dadurch bei der Baronin großes Ansehen. Aaron Messias plante den Bau der „Villa Ile-de-France“, der wegen des Grundrisses des dazugehörigen Gartens so genannt wurde, der eine Form ähnlich einem Schiffsdeck hatte. Beatrice konnte sich gut vorstellen das Meer von zwei Seiten zu betrachten, wie an Bord des Dampfers Île de France der Société Générale de Transport Maritimes (S.G.T.M.) in Erinnerung an eine ihrer unvergesslichen Reisen. Ihre Gärtner mussten im Dienst eine Baskenmütze der Marine tragen, um so der Illusion näher zu sein, dass sie sich mit einer Besatzung auf einem Schiff auf hoher See befindet. Auf dem Plateau wurde das Felsgestein gesprengt und der Boden eingeebnet, damit die Bauarbeiten beginnen konnten. Die Bauherrin zögerte nicht, die entsprechenden Flächen für die Durchführung des Projektes zur Verfügung zu stellen. 1912 war das Gebäude endlich bewohnbar.
Edmond Rostand wollte die Fassaden des Gebäudes ursprünglich nur in einem weißen Farbton gestalten, wie die Villa Arnaga in Cambo-les-Bains (Département Pyrénées-Atlantiques), letztendlich wurde die Villa jedoch mit einem Farbanstrich in Rosa versehen, was zugleich auch seine Lieblingsfarbe war. Edmond Rostands Cousine Élisabeth de Gramont trug über mehrere Jahre auf Bällen ein rosafarbenes Kleid, was ihn zusätzlich dazu inspirierte.
Béatrice Ephrussi de Rothschild entwickelte nach ihrer Maßgabe Ideen und Pläne zur Gestaltung und Nutzung ihrer Villa. Gemäß ihren Vorstellungen wurde die Einrichtung vorwiegend in Ocker gehalten und die einzelnen Kabinette, Schlafzimmer und Boudoirs gestaltet sowie wurden Möglichkeiten für Ausstellungen und Galerien geschaffen.

### Innenhof mit Laubengängen (Kunstsammlungen)
In den Laubengängen des Innenhofes befindet sich ein Altarretabel aus der Schule von Valence aus dem 15. Jahrhundert. Das Werk zeigt in der Mitte die Hl. Brigitte aus Irland, flankiert von den Hl. Antonius und Hl. Rochus.
Die Säulen der Laubengänge bestehen aus rosafarbenem Marmor, der aus Verona stammte und die stützenden Arkaden sind im Stil der italienischen Renaissance gehalten. In deren oberen Etage befinden sich in den maurischen Arkadengängen weitere Kunstsammlungen. Der Innenhof erlangte durch seine gut erhaltenen Sammlungen eine größere Bekanntheit. Dabei befinden sich unter anderem eine Reihe von Werken aus dem Mittelalter und der Renaissance, darunter auch das Gemälde Condottiere, das dem Venezianer Vittore Carpaccio (1460–1525) zugeschrieben wird.

Mittelalter- und Renaissancewerke
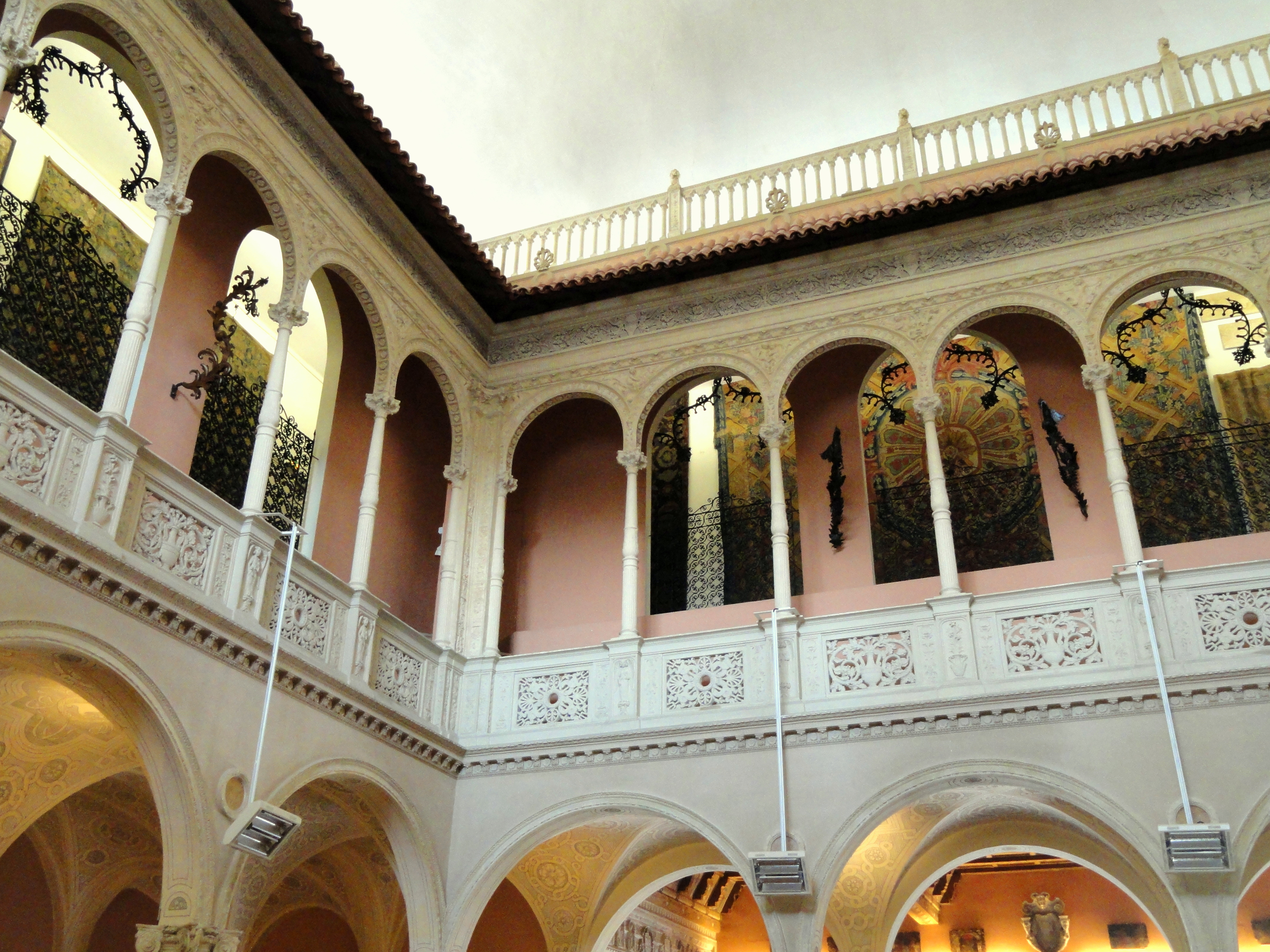
Innenhof mit Laubengängen
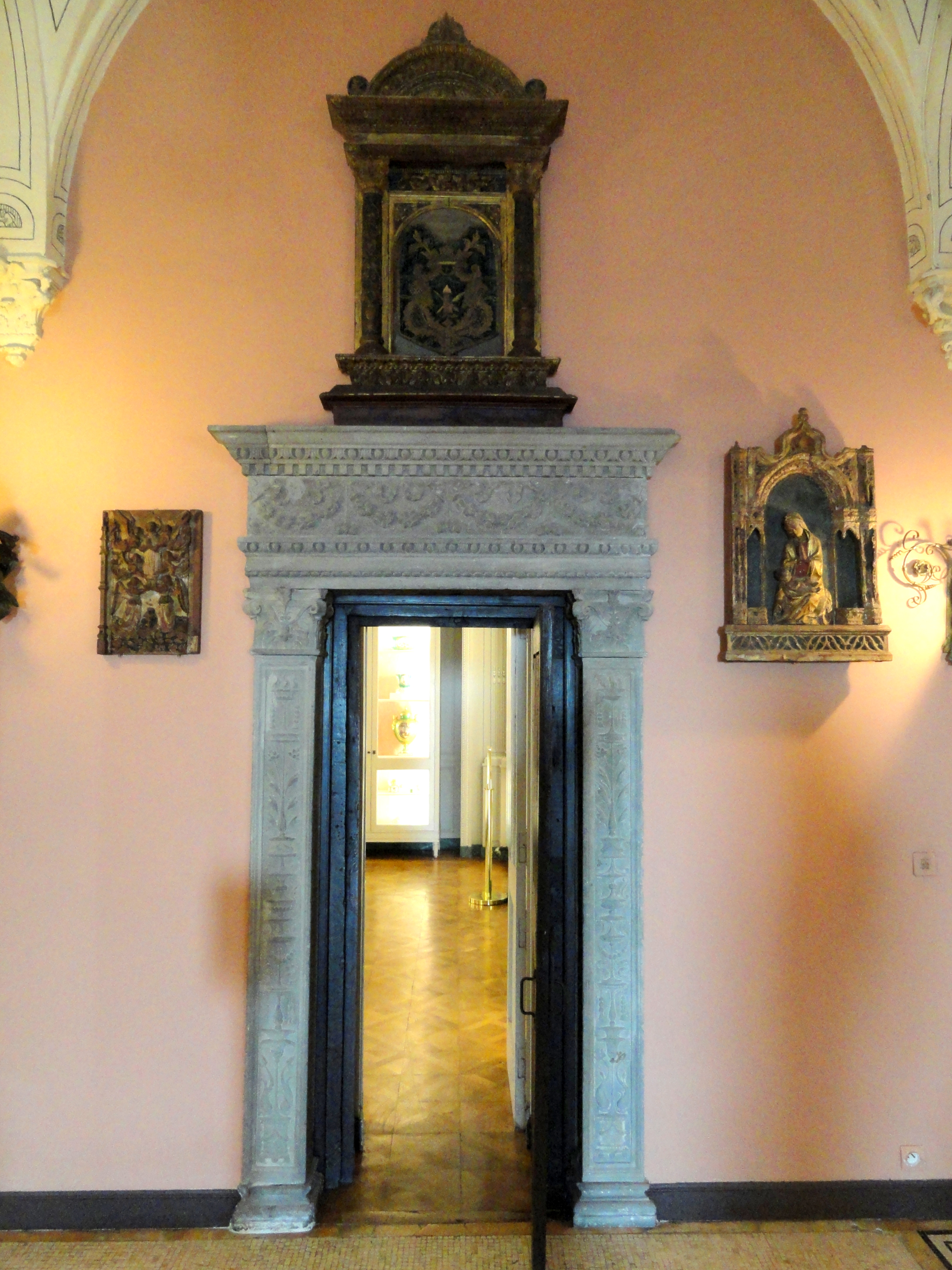
Türportal im Innenbereich der Villa
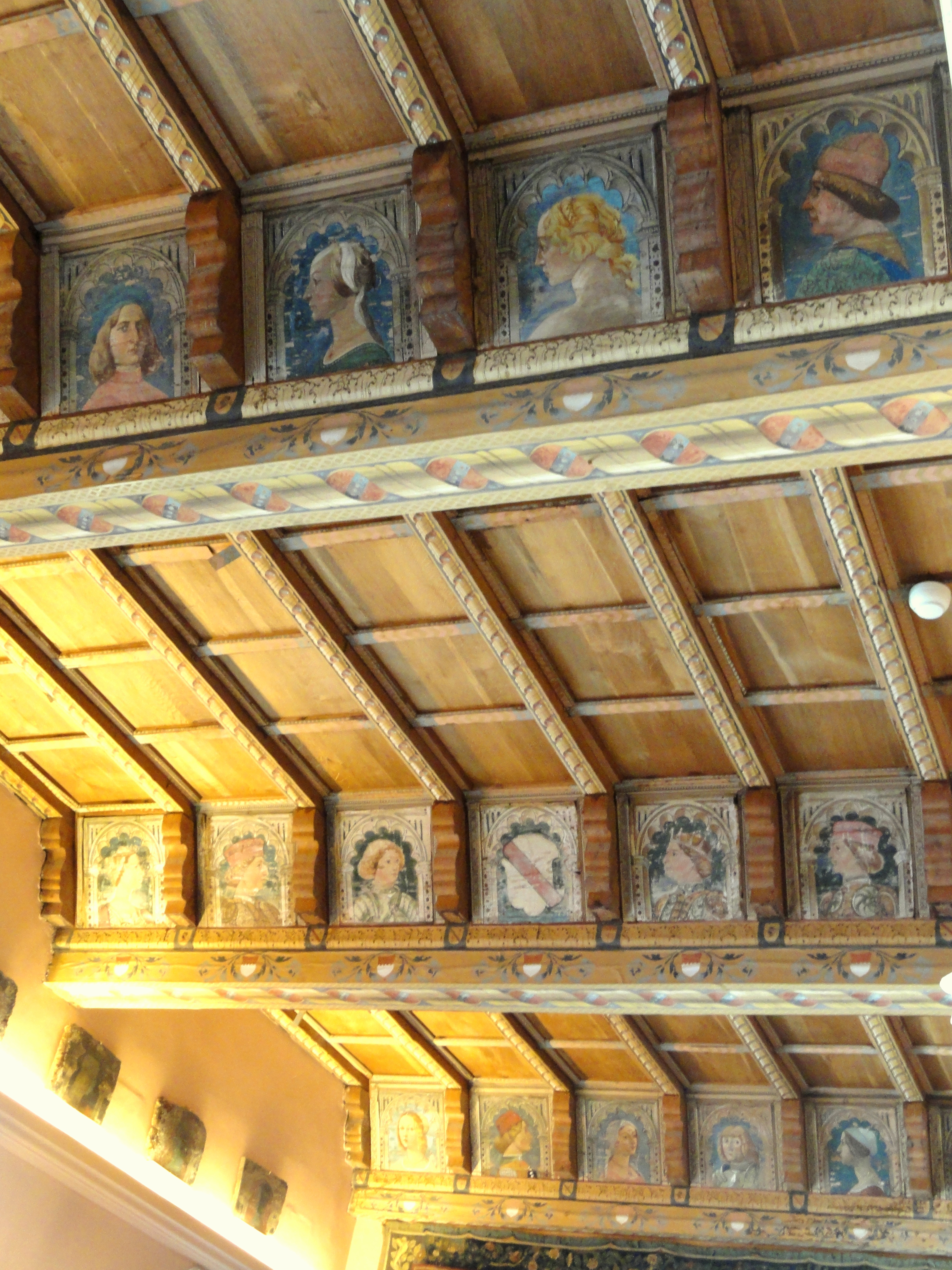
Historische Holzvertäfelung
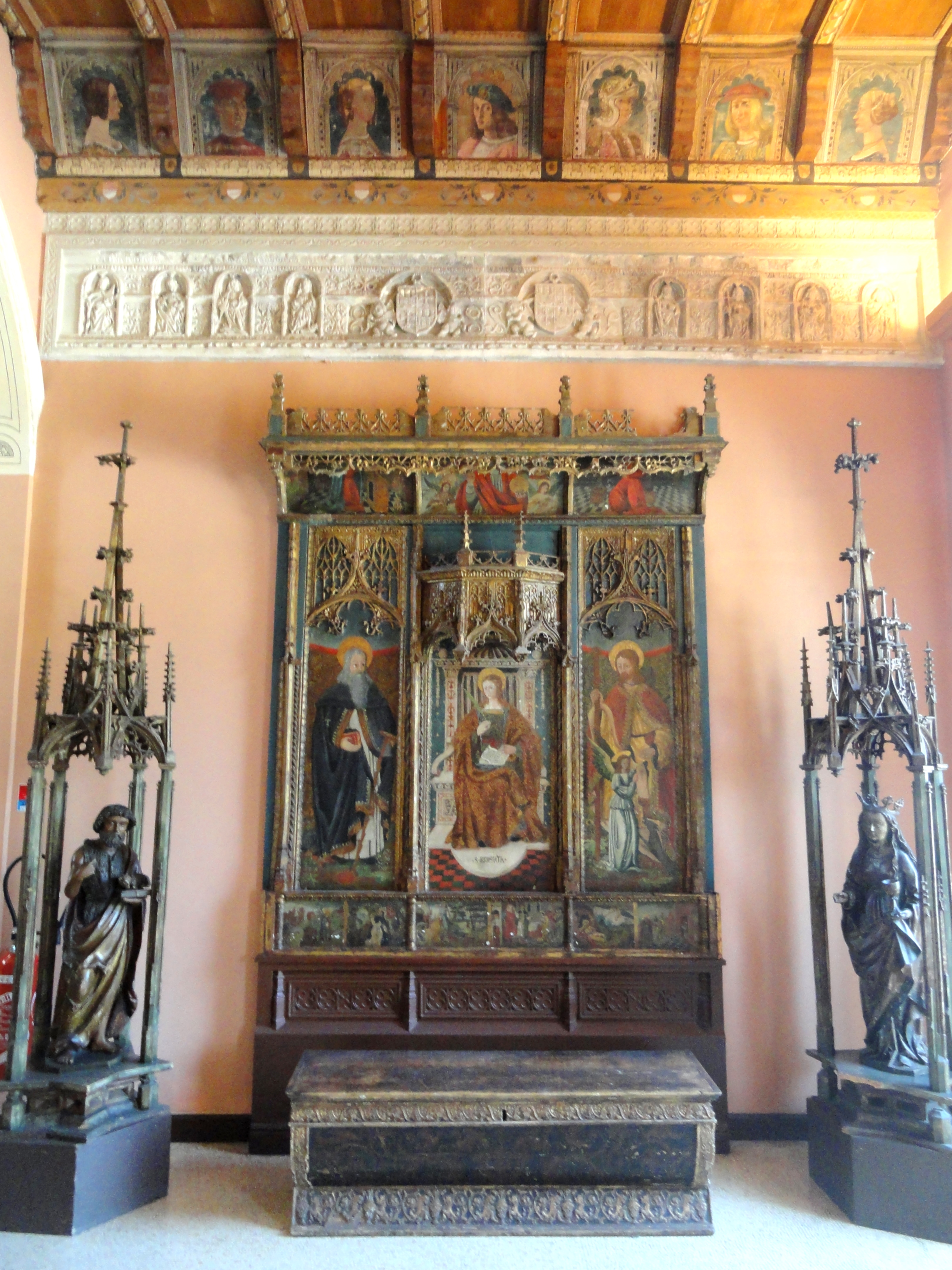
Altarretabel mit Hl. Brigitte aus Irland, flankiert von Hl. Antonius und Hl. Rochus
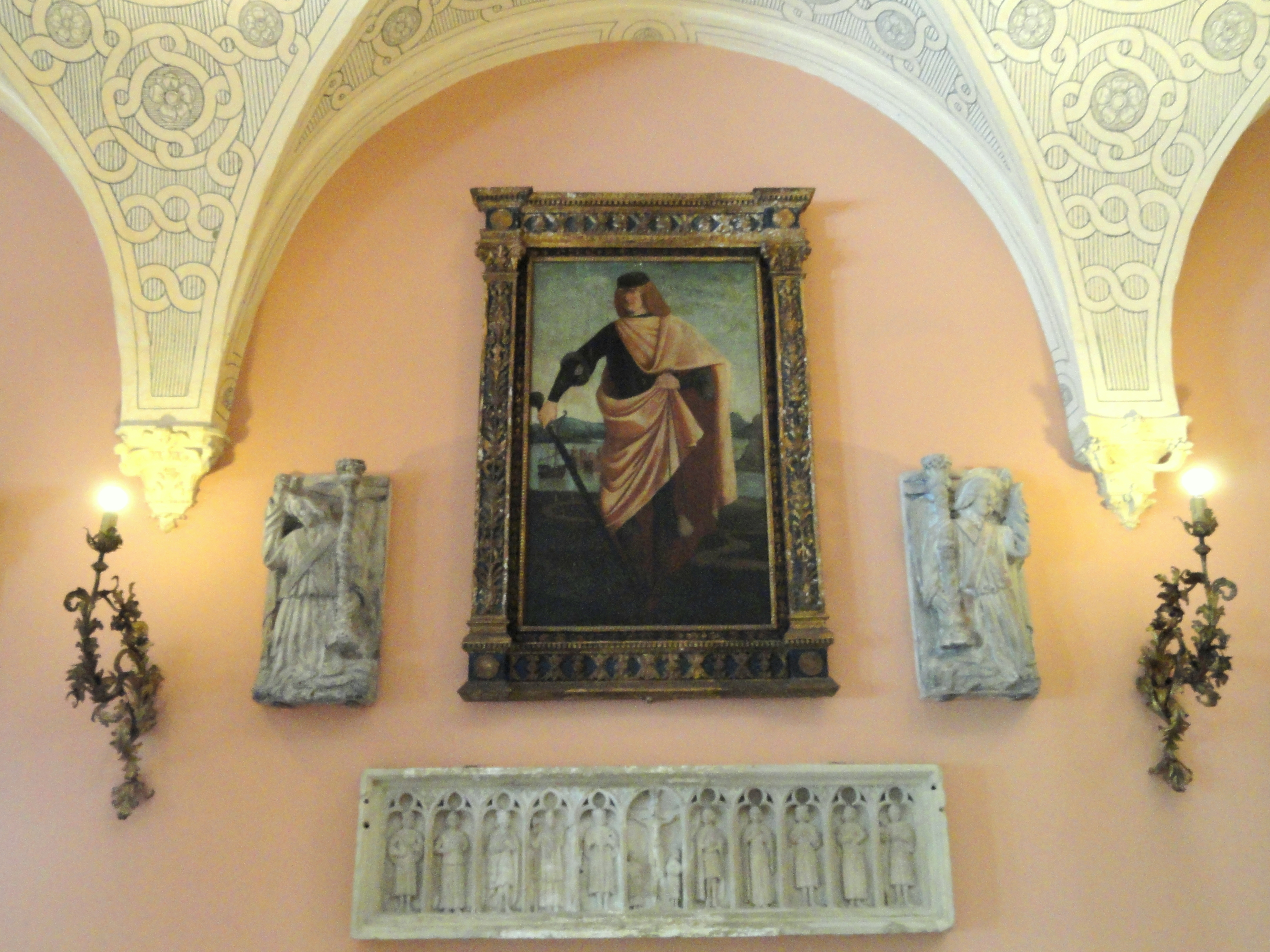
Vittore Carpaccio (1460–1525): Condottière
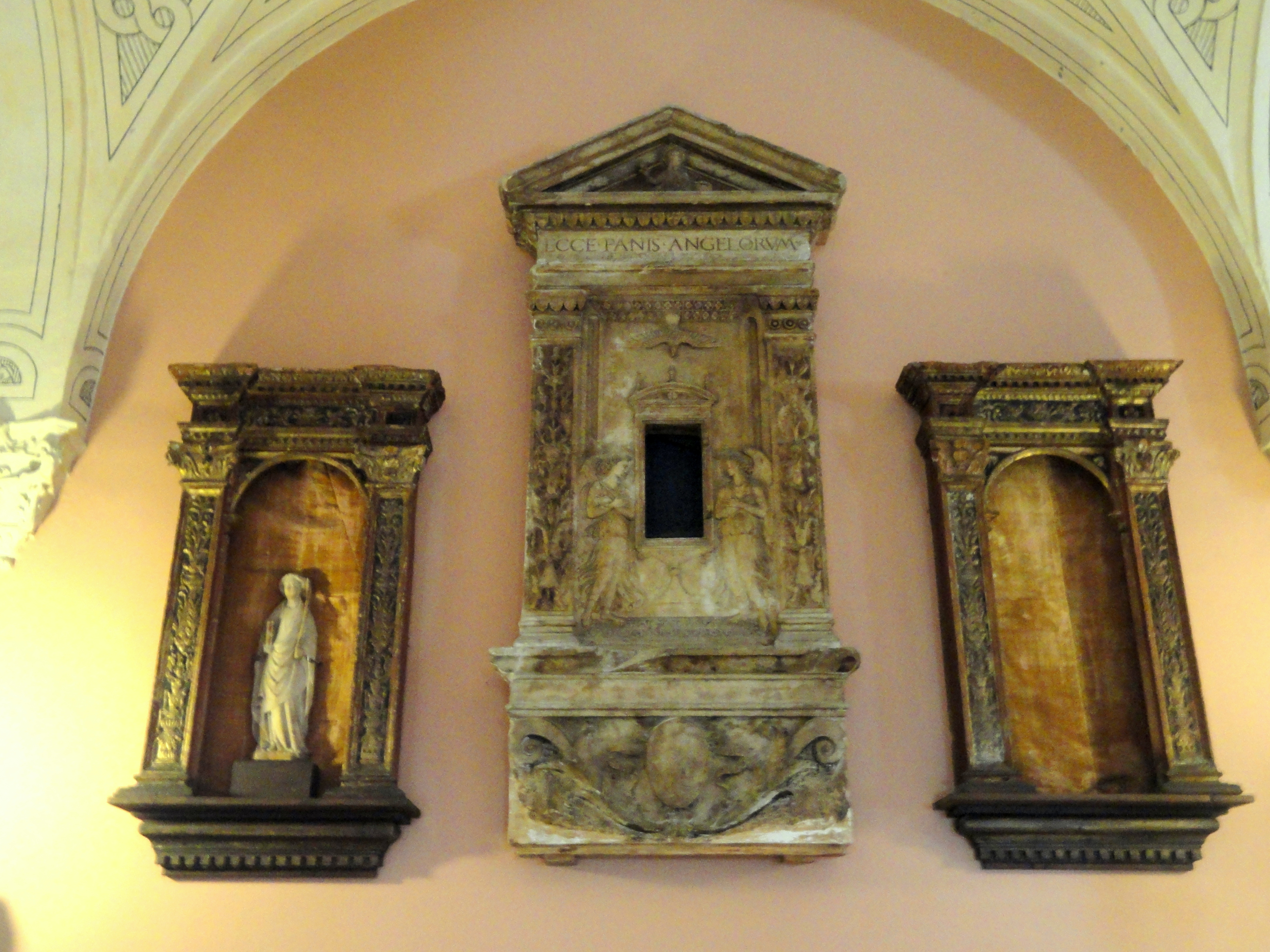
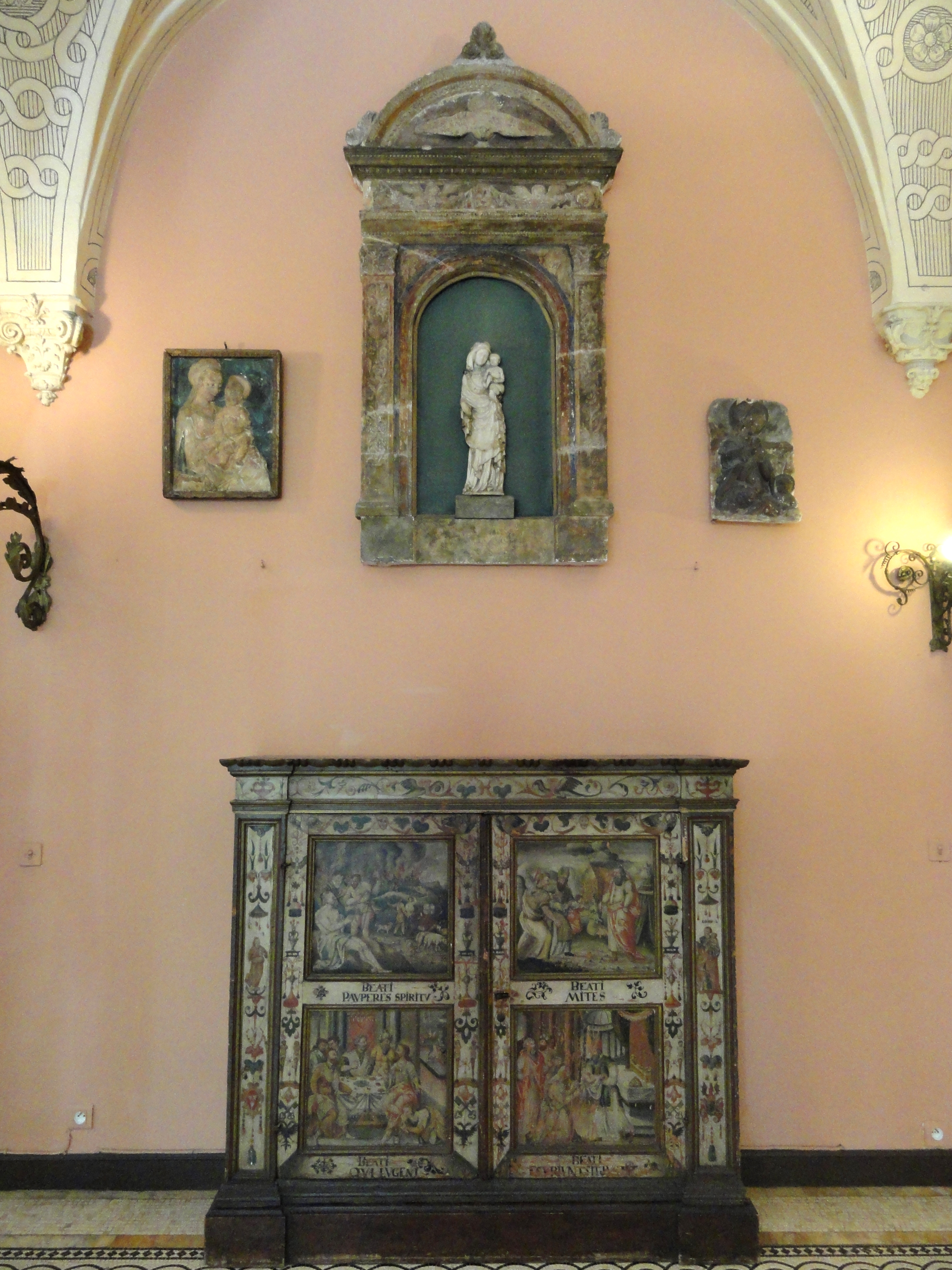
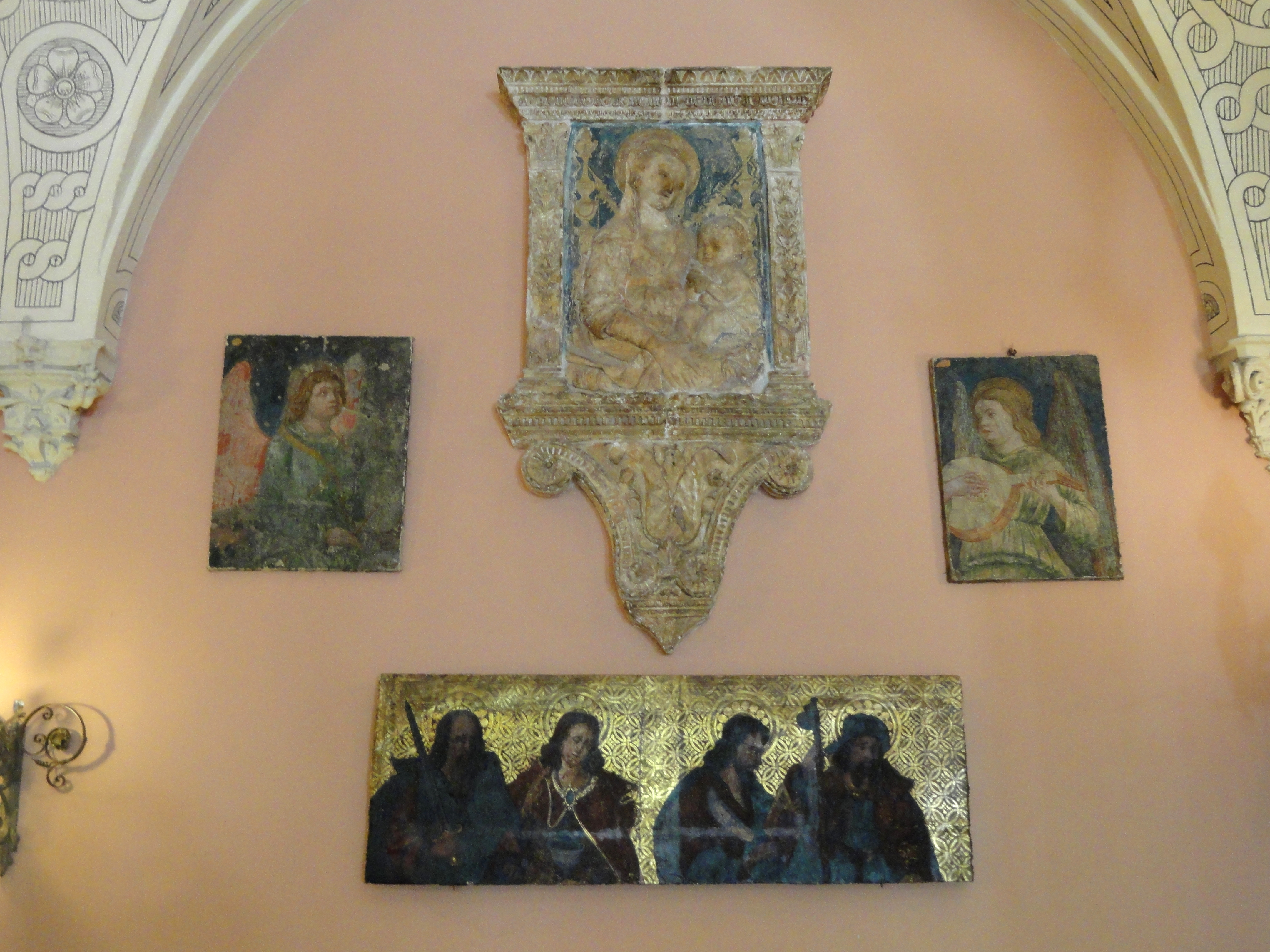
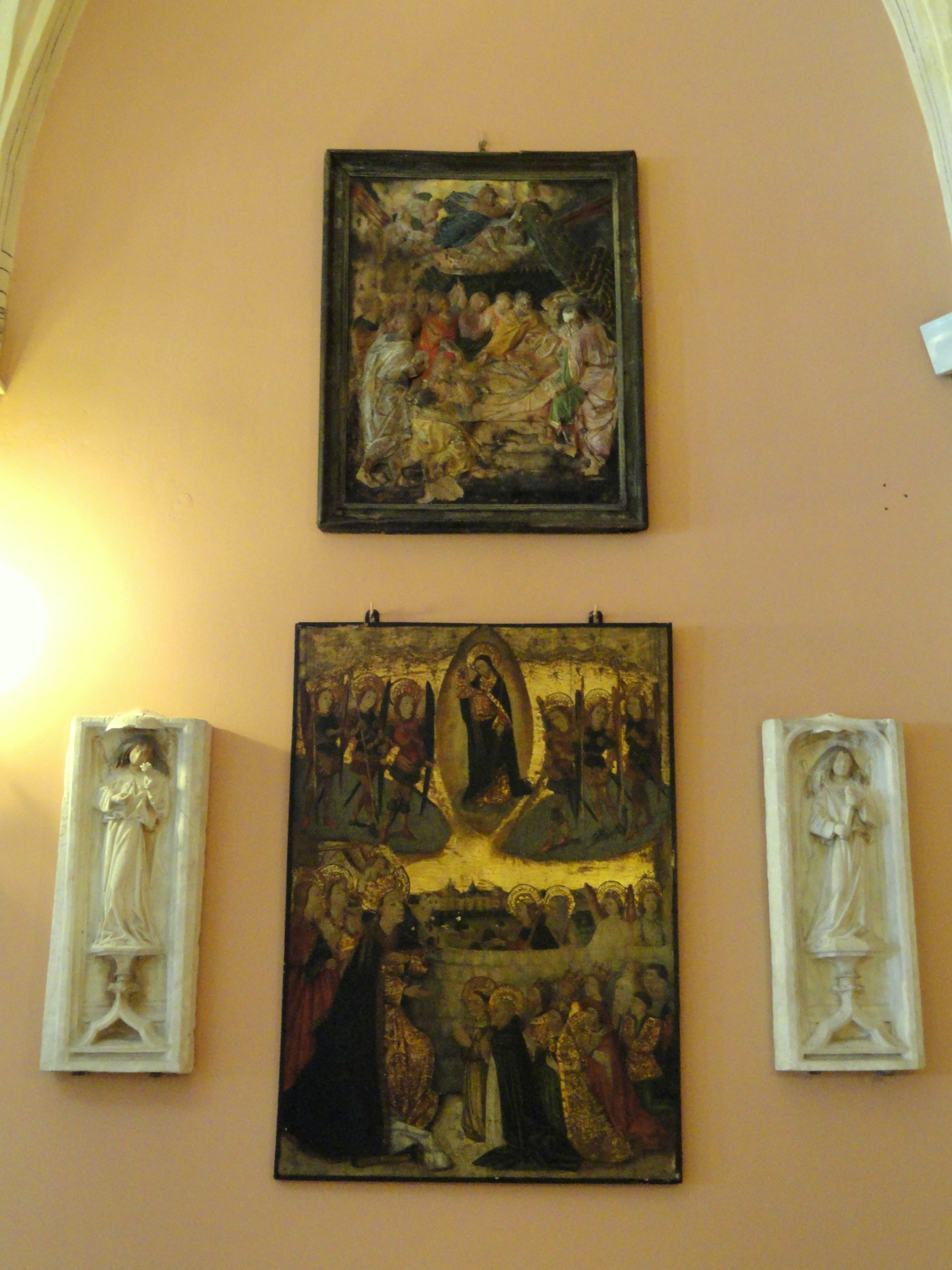

### Großer Salon
Die Wände des großen Salons sind mit bemalten Holzvertäfelungen des 18. Jahrhunderts verziert, die teilweise noch aus dem Hôtel de Crillon in Paris stammen. Der Salon wurde Anfang des 20. Jahrhunderts vervollständigt und zeigt heute eine Vielzahl von Originalstücken, die einst dem französischen König oder anderen Adligen gehört hatten. Darunter befinden sich auch die vergoldeten Bronzeplastiken, wie der Faune et bacchante von Pierre Gouthière und ein Armleuchter seines Schülers und Nachfolgers Pierre-Philippe Thomire. Der erste Teil des Salons zeigt eine Anzahl von Stühlen im Stil Louis-seize, die von Parmentier aus Lyon mit einem Stempel versehen wurden. Des Weiteren ist ein Trictrac-Spieltisch zu sehen, der dem Kunsttischler François Hache aus Grenoble zugeschrieben wird. Auf dem Fußboden befindet sich ein Teppich aus der Zeit Ludwigs XV., der in der Savonnerie-Manufaktur hergestellt und für die königliche Kapelle in Versailles bestimmt war. Das Parkett des zweiten Teiles ist bedeckt mit einem anderen Teppich, der ebenso aus der Savonnerie-Manufaktur stammt. Der Teppich ist der 87ste aus einer Serie von 104 Teppichen, die von Ludwig XIV. für die Grande Galerie du Palais du Louvre, in Auftrag gegeben wurden. Die Decke des Raumes ist mit einem Stoff aufgezogen, die von Giovanni Battista Tiepolo (1696–1770) bemalt wurde, sie zeigt ein Motiv, das „den Panzer der Liebe, der von Tauben gezogen wird“. Ringsumherum befinden sich andere Möbelstücke, die einst Marie-Antoinette gehörten, so der Whist-Spieltisch, bemalt mit Putten als Monochrome Malerei firmiert von René Dubois, dem ersten Tischler der Königin. Die Möbel sind bezogen mit Stoffen aus den Tapisserie-Manufakturen von Aubusson, und die Fabeln von Jean de La Fontaine zeigen.

### Kleiner Salon
Man gelangt zu dem kleinen Salon durch eine Tür, die von dem französischen Maler Étienne de La Vallée Poussin dekoriert wurde und ursprünglich aus der Folie Beaujon stammte, die Nicolas Beaujon und später Salomon Rothschild gehörte. Dort befinden sich ein Paar Sessel im Stile Ludwigs XV., die bezogen sind mit Tapisserien nach Entwürfen von François Boucher. Im Raum findet sich außerdem ein kleiner ovaler Tisch mit einer gemalten Miniatur von Thomas Compigné, tabletier privilégié du roi, den Palais-Royal darstellend. Des Weiteren befinden sich dort Statuen aus dem späten 18. Jahrhundert sowie Vasen der Porzellanmanufaktur von Sèvres. In den Nischen sind zwei Tapisserien aus der Histoire de Don Quichotte nach Entwürfen von Charles-Antoine Coypel aufgehängt.
An den Wänden finden sich Gemälde von Jean-Frédéric Schall, etwa L'Amour aux Colombes, außerdem Phaéton und Le Char du Soleil.

kleiner Salon
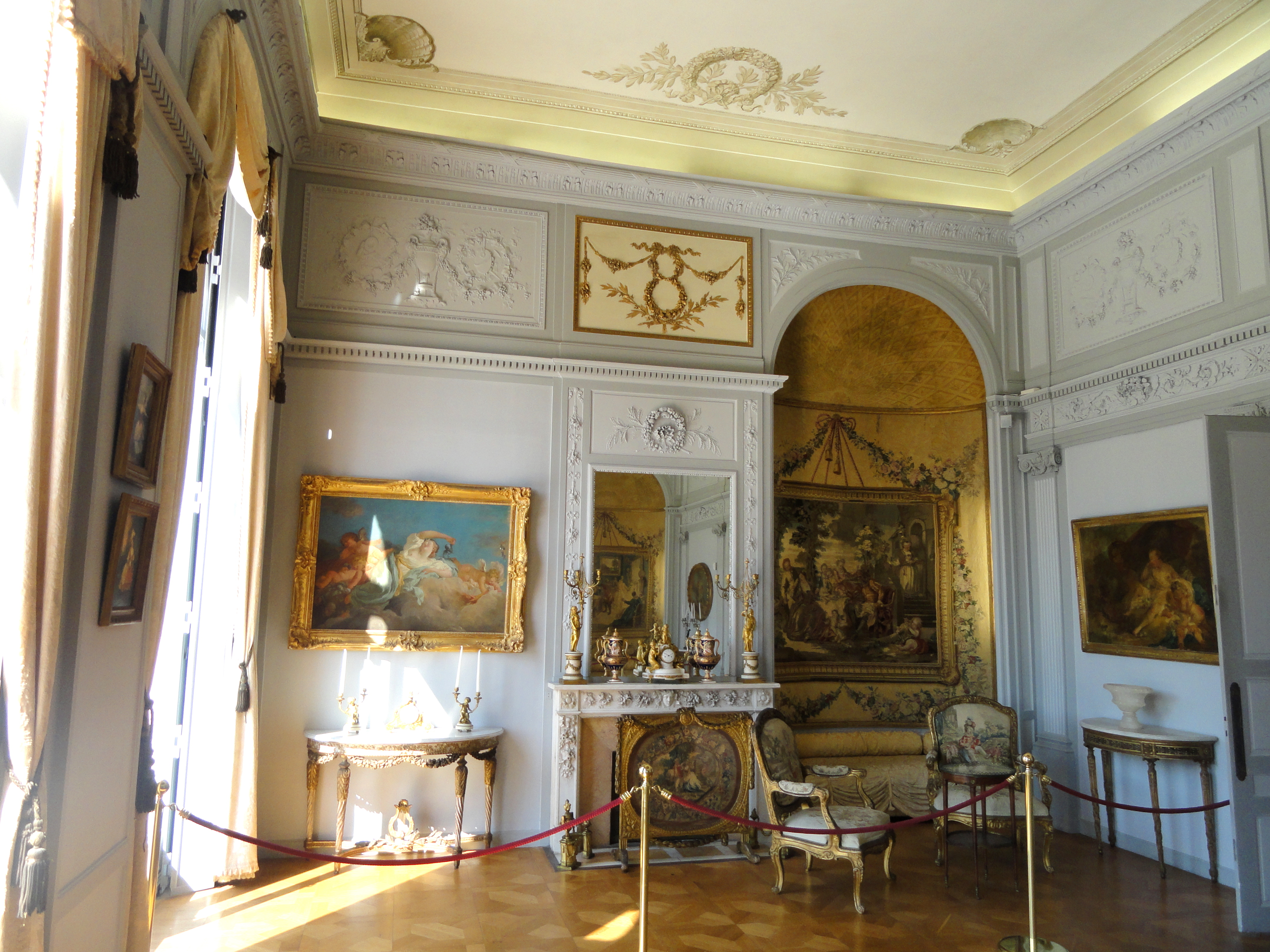
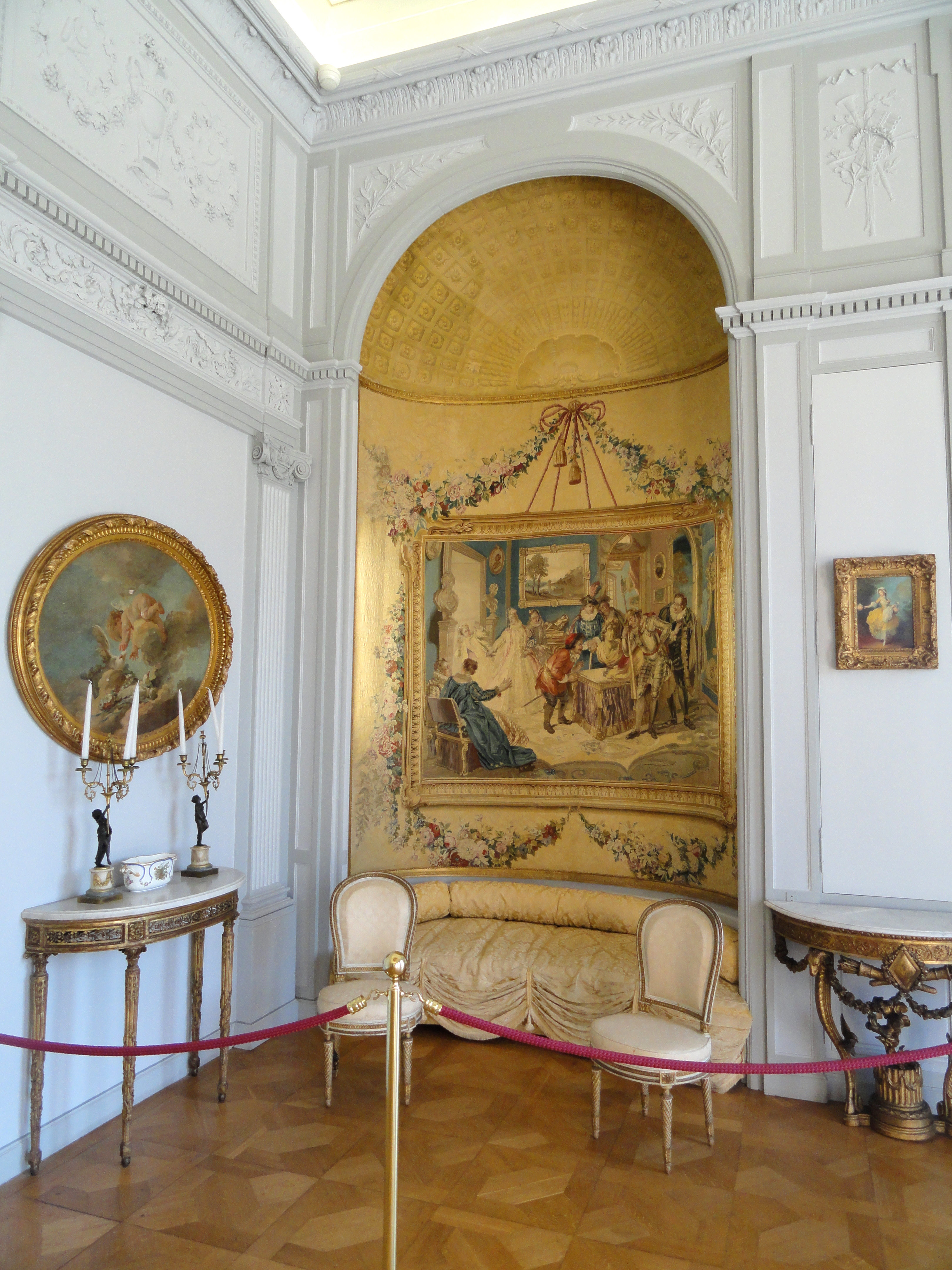

### Wohnungen der Béatrice

#### Boudoir
Zu Beatrice de Rothschilds Zimmer gelangt man durch ein Boudoir, das mit Holzvertäfelungen im Neo-Pompejanischem Stil geschmückt ist. Es diente als Raum für einen Sekretär von dem Kunsttischler Jean-Henri Riesener. Zudem befindet sich dort ein kleiner achteckiger Tisch, der Adam Weisweiler zugeschrieben wird.

Wohnungen
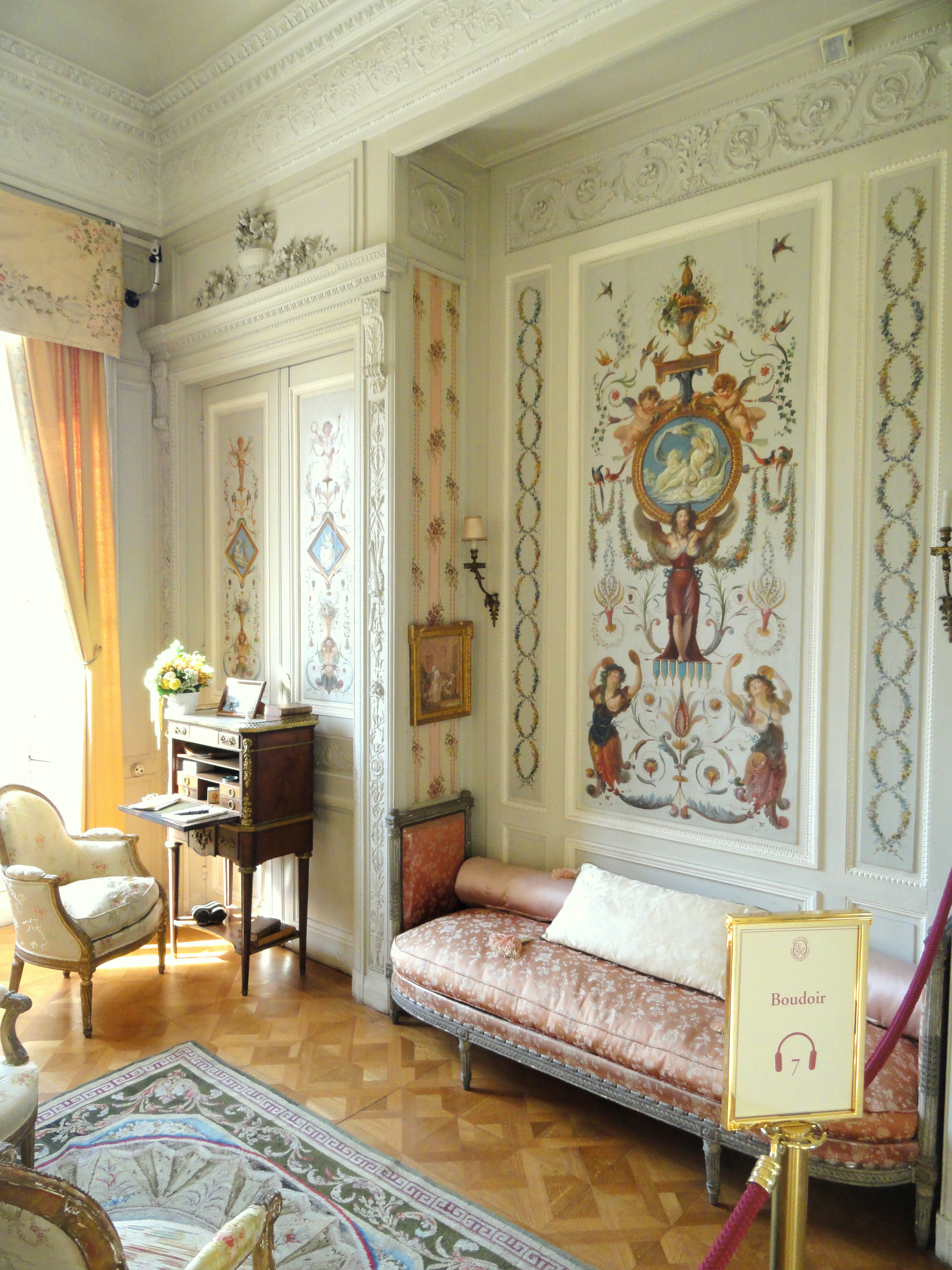
Salon Louis XIV.
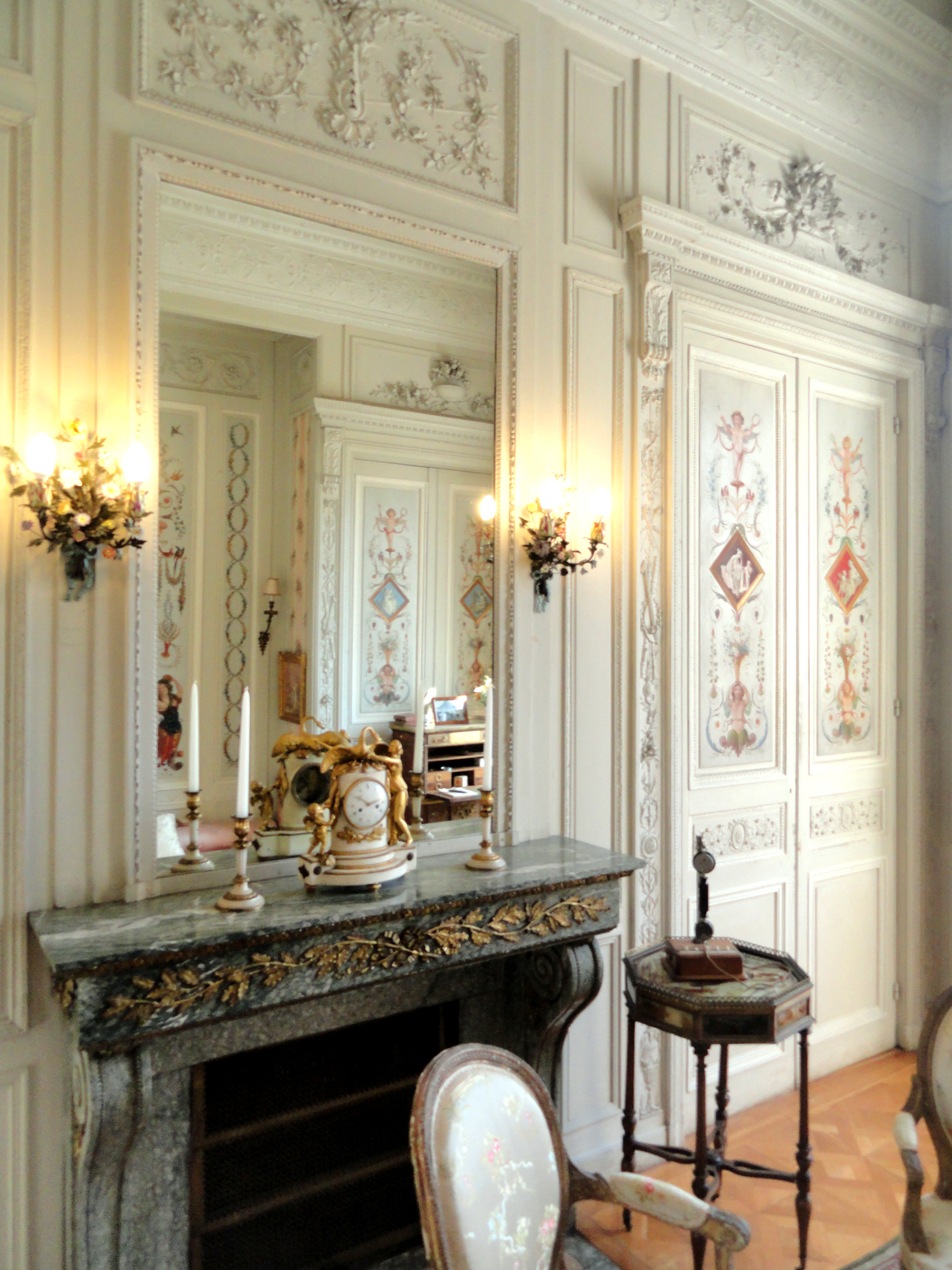
Salon Louis XIV.

#### Schlaf- und Wohnzimmer
Das Zimmer hat einen ovalen Vorsprung, der sich auf die Bucht von Villefranche hin öffnet. Die Decke ist geschmückt mit einem venezianischen Gemälde des 18. Jahrhunderts. Auf dem Boden befindet sich ein Teppich aus Aubusson aus einer späteren Zeit. An der Wand befindet sich eine Kommode im Übergangsstil von Louis XV. zu Louis XVI. mit einem Stempel von Nicolas Petit. Nebenan befindet sich ein kunstvoll gestaltetes Badezimmer.

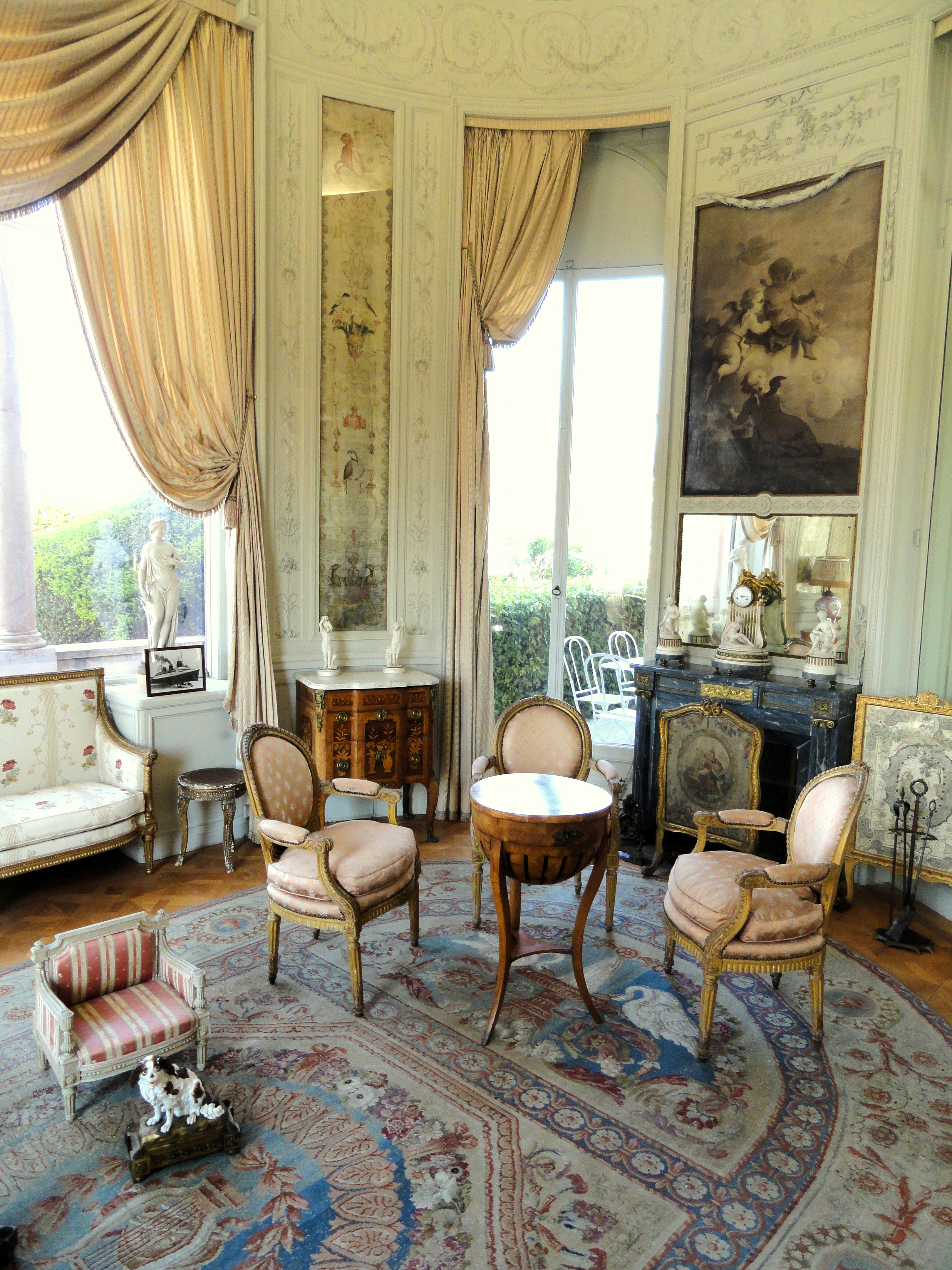
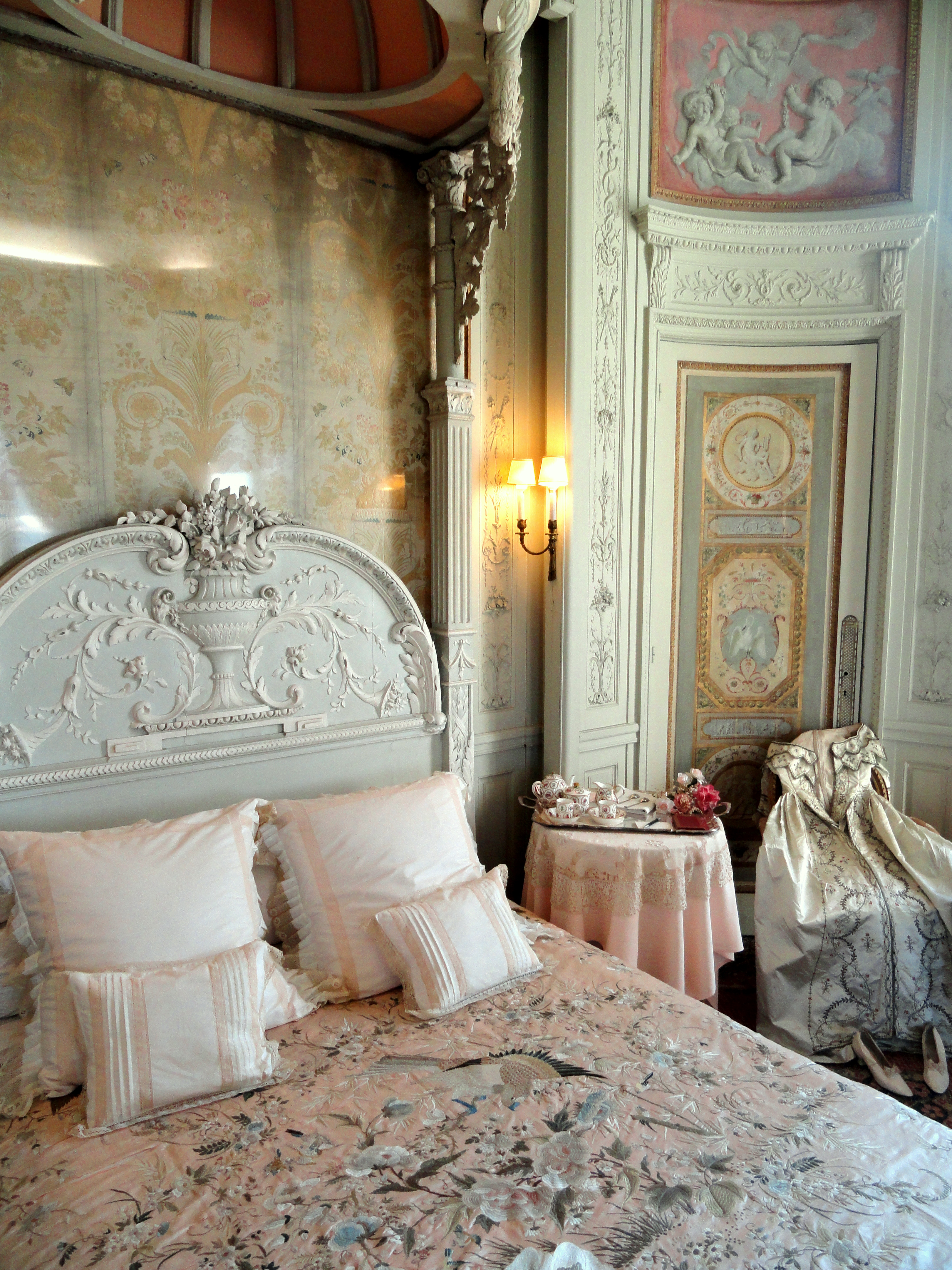
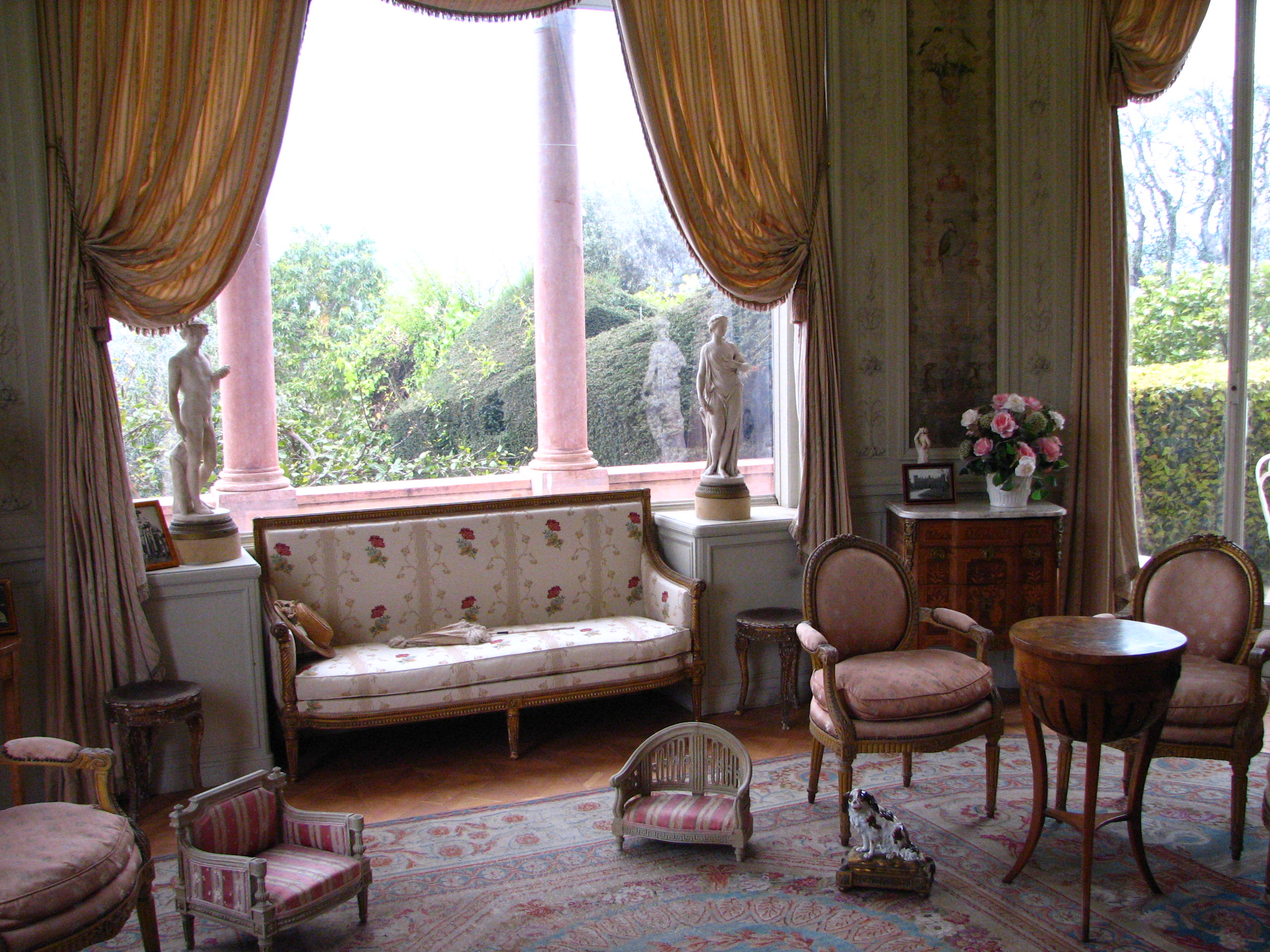
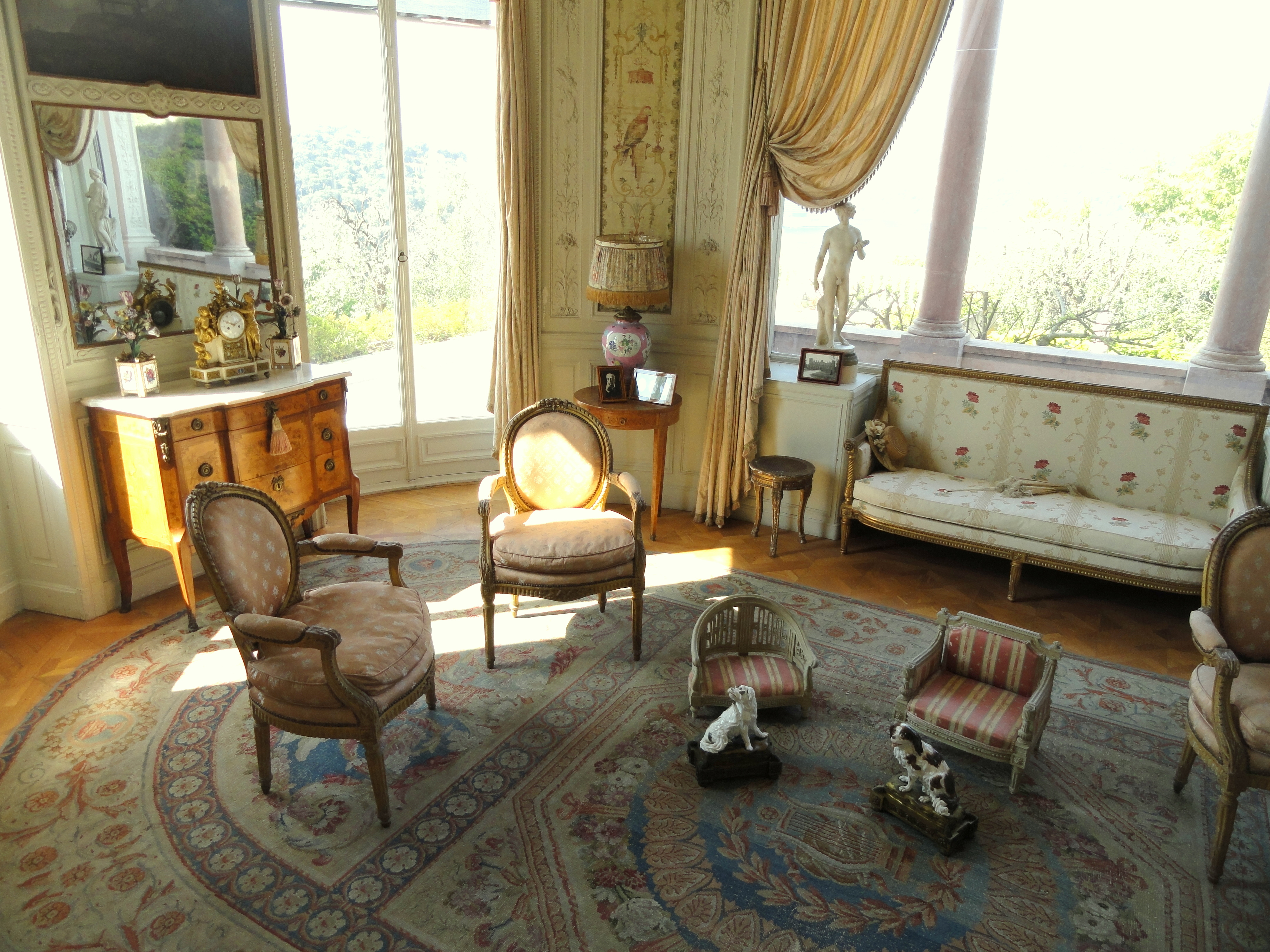

### Porzellanzimmer

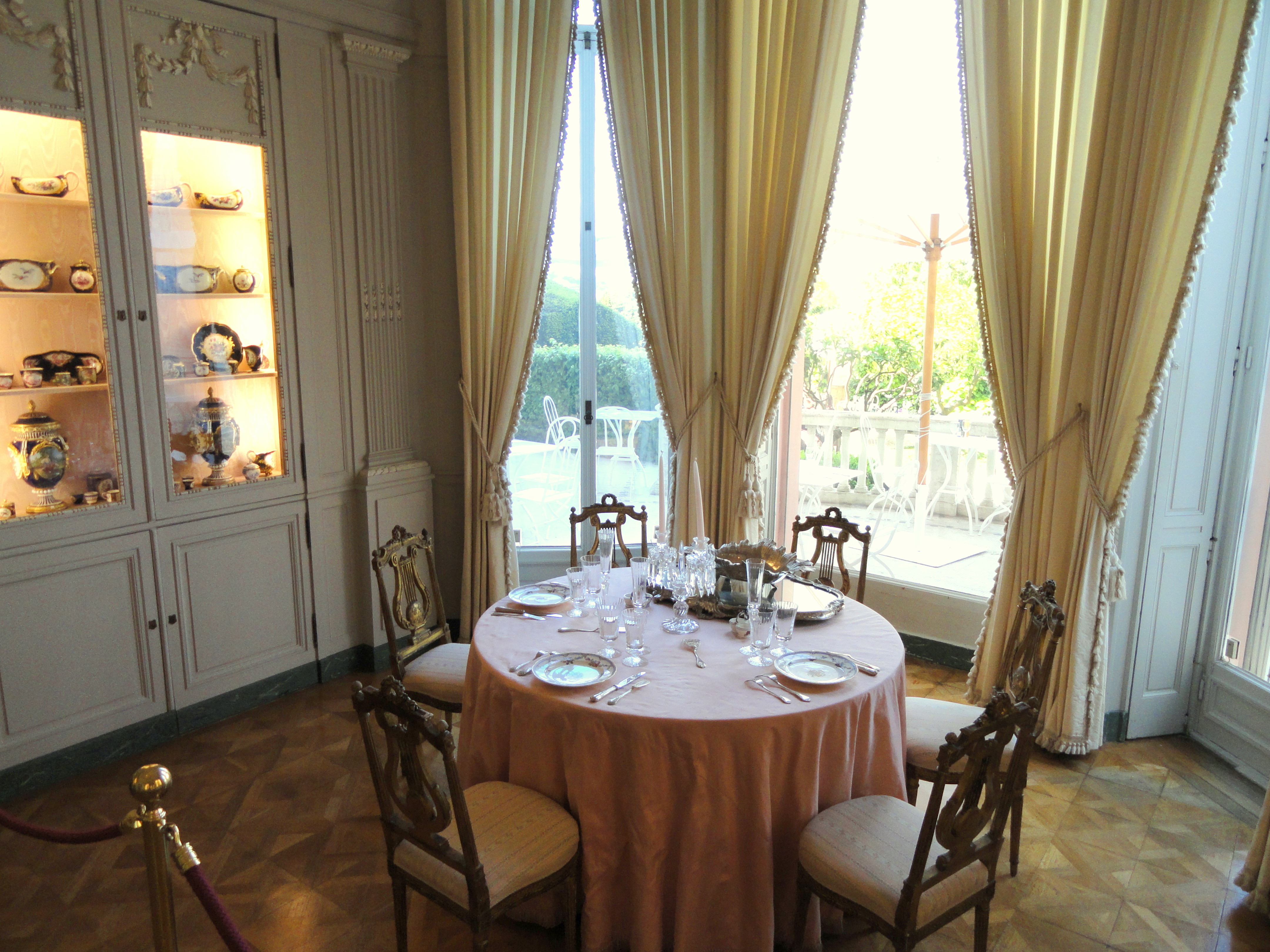
Porzellanzimmer (Salon des porcelaines), ehemaliges Herrenzimmer

Die Porzellansammlung besteht aus Stücken der Manufacture de Vincennes und der Manufacture royale de porcelaine de Sèvres. Ephrussi de Rothschild ließ besonders außergewöhnliche Exemplare in dem Zimmer aufstellen. In einer Vitrine finden sich seltene blaue Lapislazuli-Porzellane. Sie sind umgeben von Stücken einer der bekanntesten Produktionen aus Sèvres, genannt „aux partitions musicales“. Auf dem Kaminsims steht eine Uhr aus pinkfarbenem „à la du Barry“-Porzellan.
Im angrenzenden Nebenraum ist unter anderem eine Vase ausgestellt, die Madame de Pompadour gehörte.

### Esszimmer/Teerestaurant – Café
Das Esszimmer der Baronin ist heute ein Teerestaurant und Café.

Esszimmer
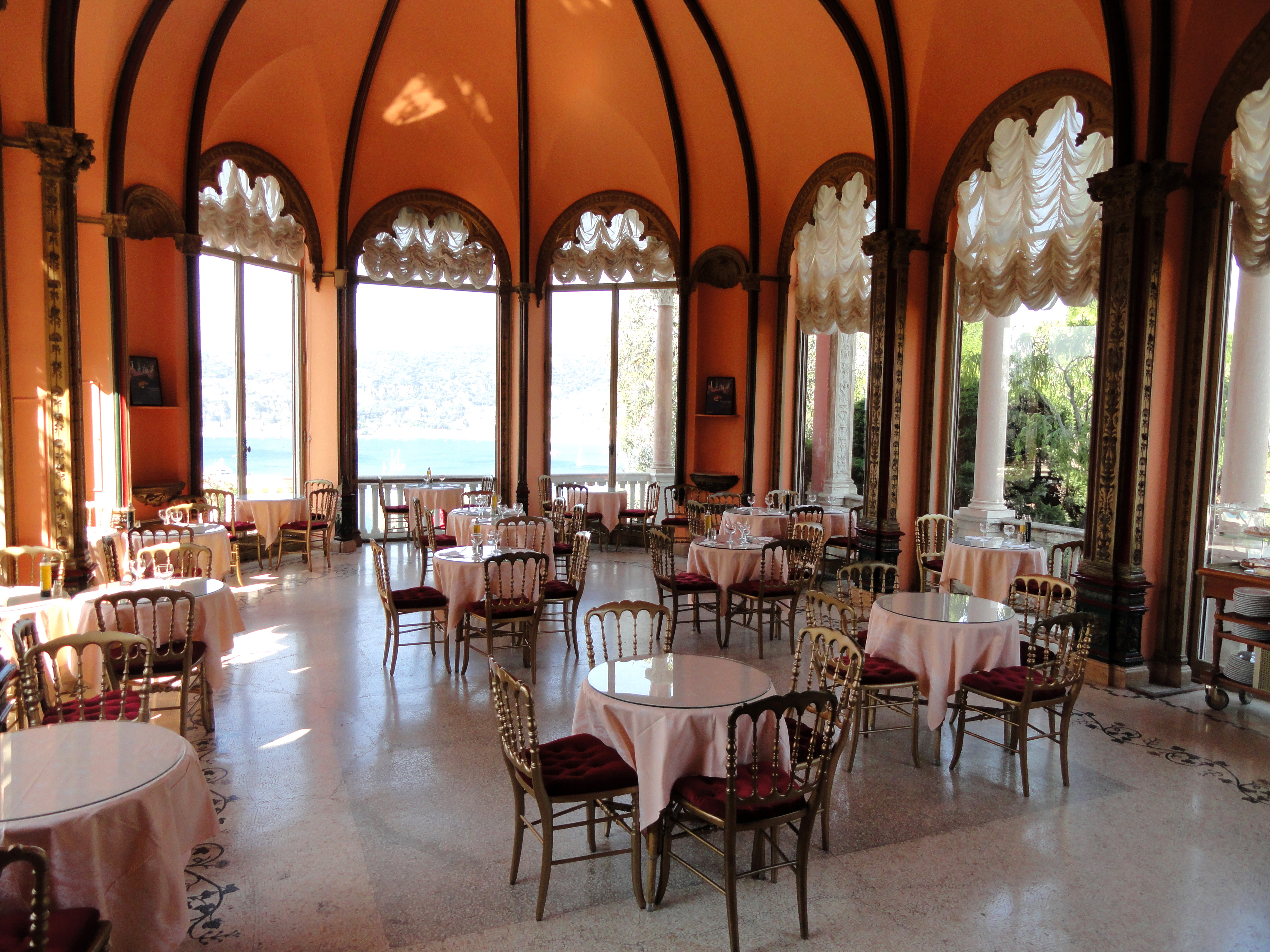
Esszimmer, heute Teerestaurant – Café

### Chambre bleu

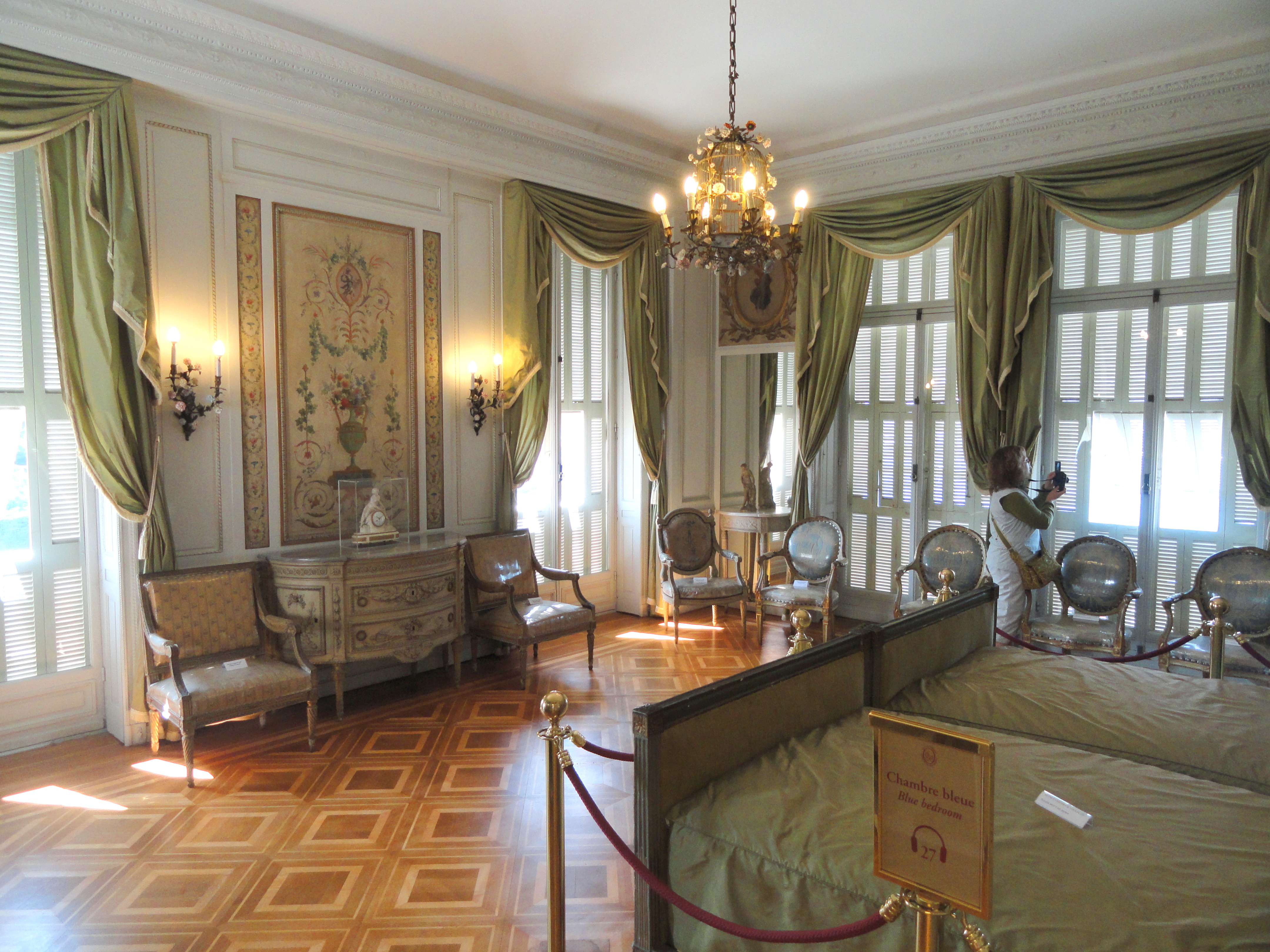

### La chambre Directoire
Der Raum ist ausgestattet mit verschiedenen Wandbildern und Möbeln im Stil Directoire
.

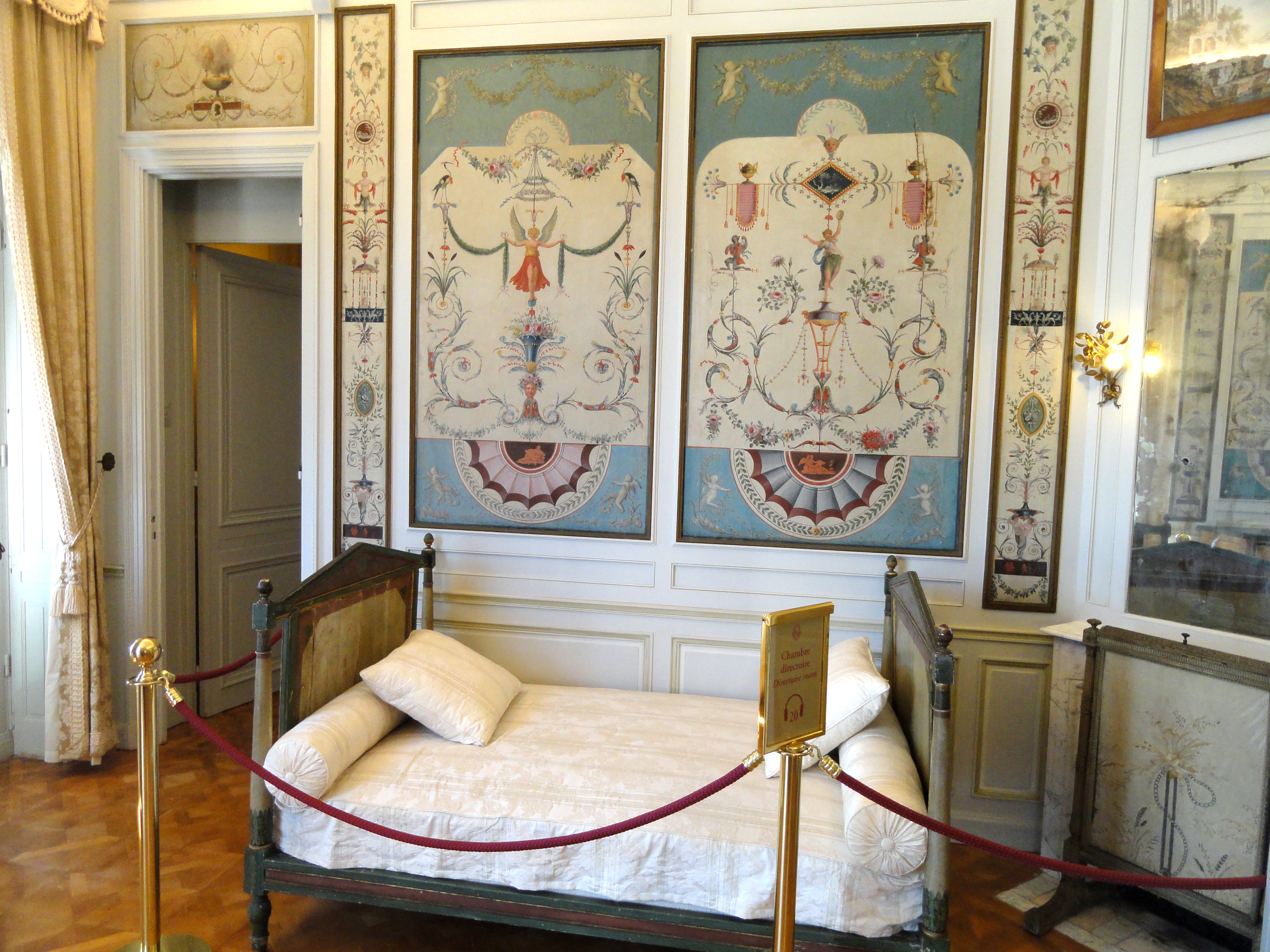
Chambre Directoire

### Chinesischer Salon
Der chinesische Salon (salon Chinois) zeigt eine Sammlung verschiedener chinesischer Kunstwerke. Eine Wand ist dekoriert mit lackierten Türen, die alle aus dem Pekinger Kaiserpalast stammten und Vitrinen, die eine Sammlung mit Stücken aus Rosenquarz und weißer Jade zeigen.

Chinesischer Salon
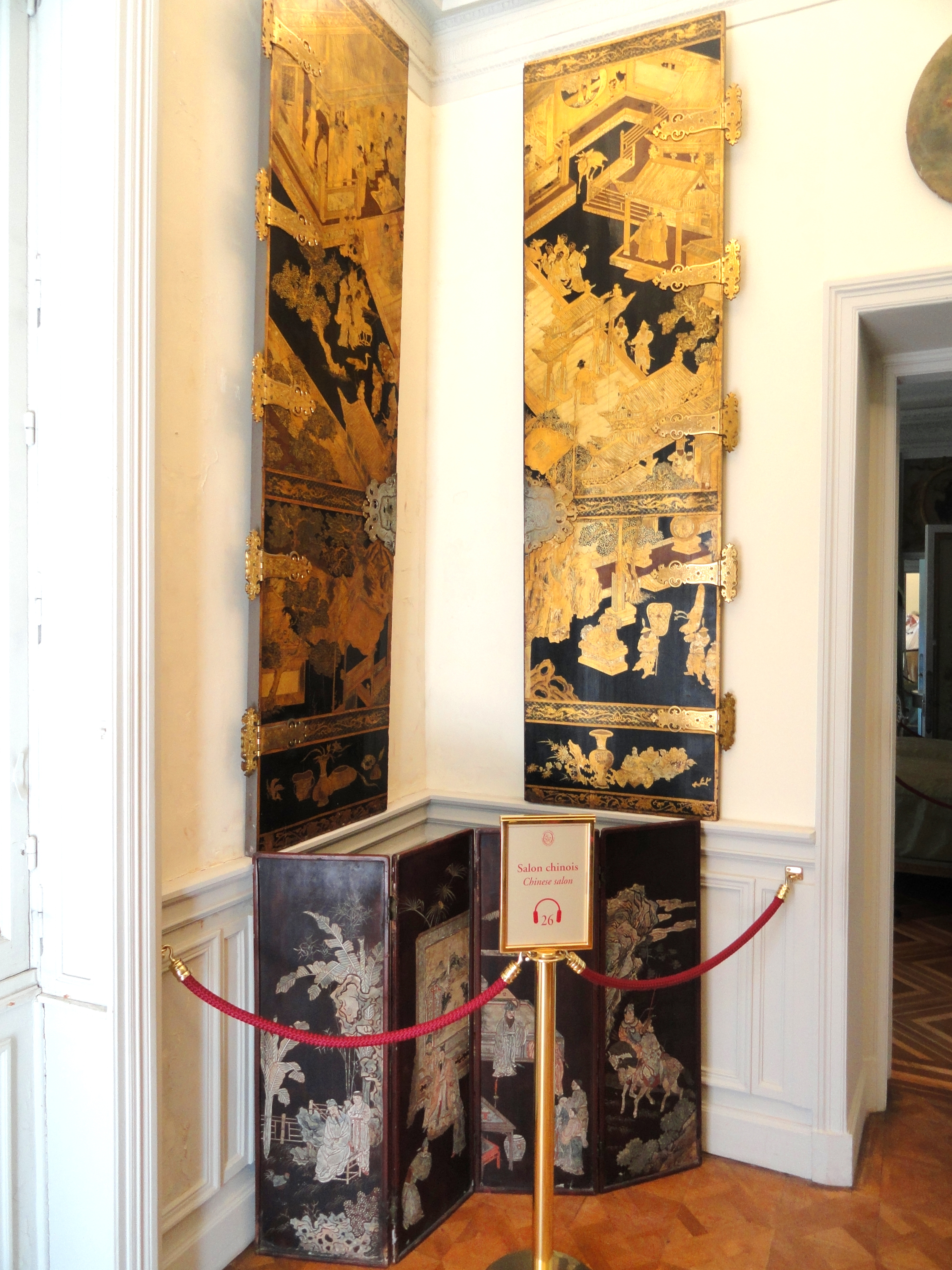
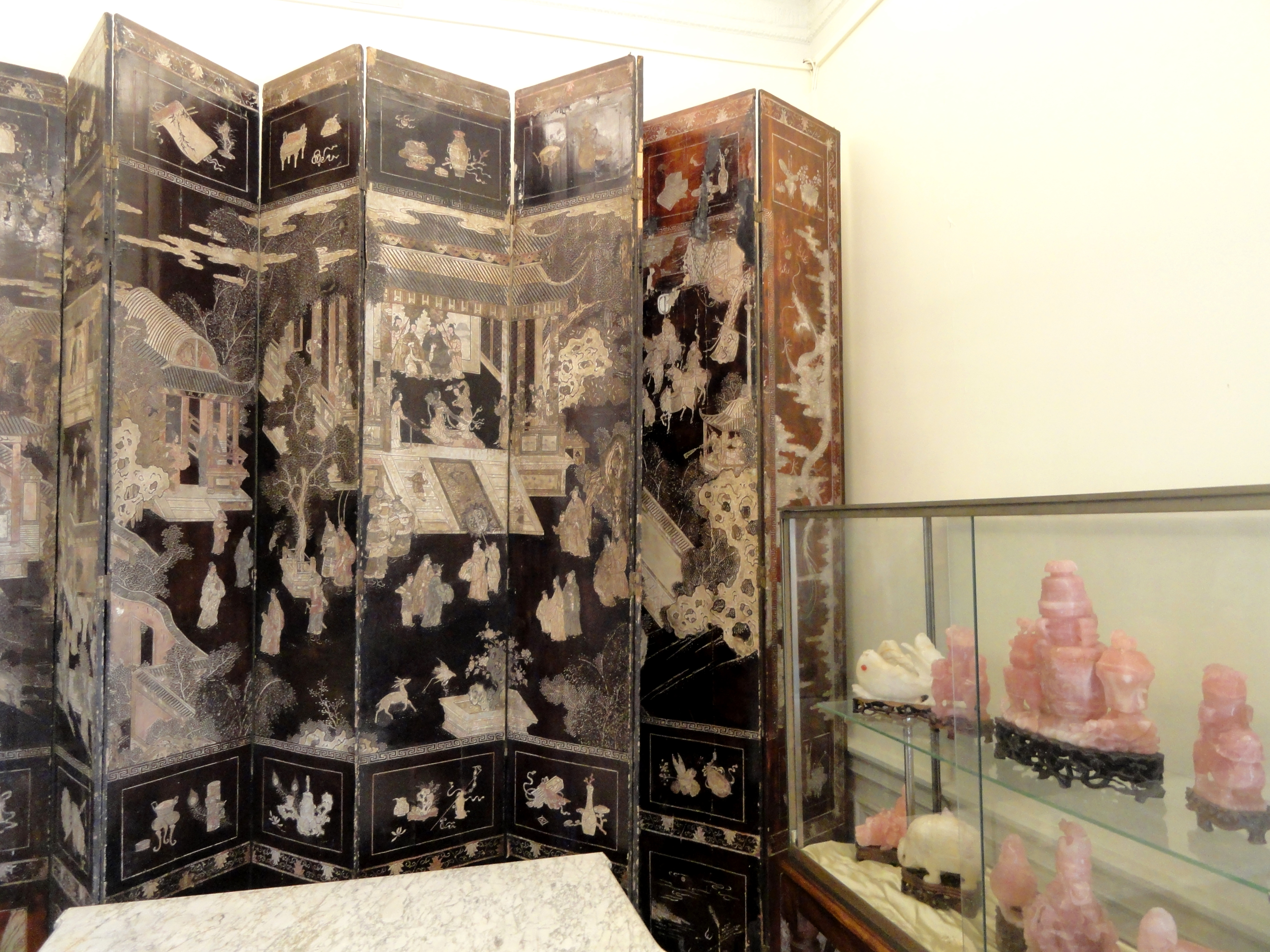
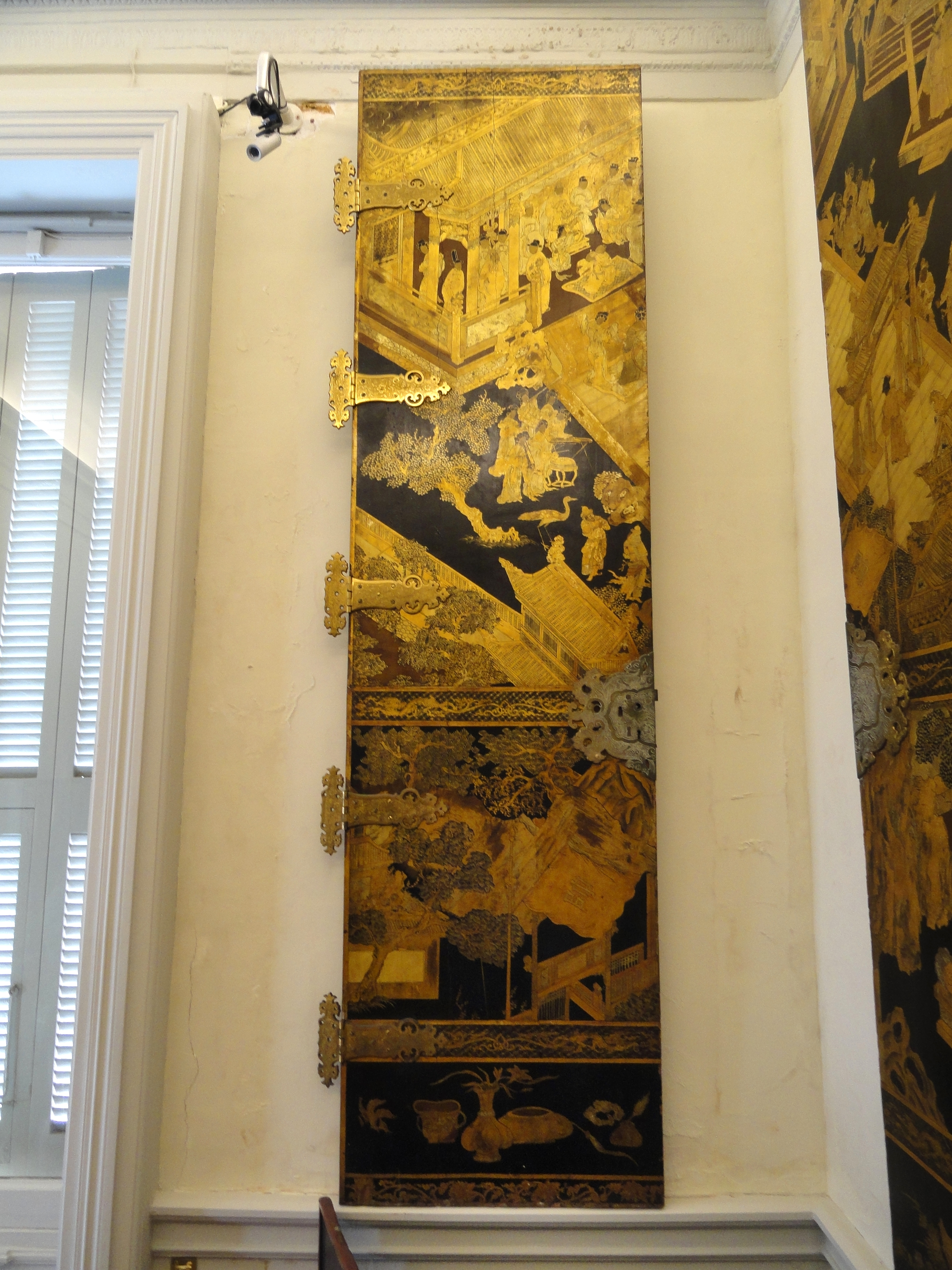
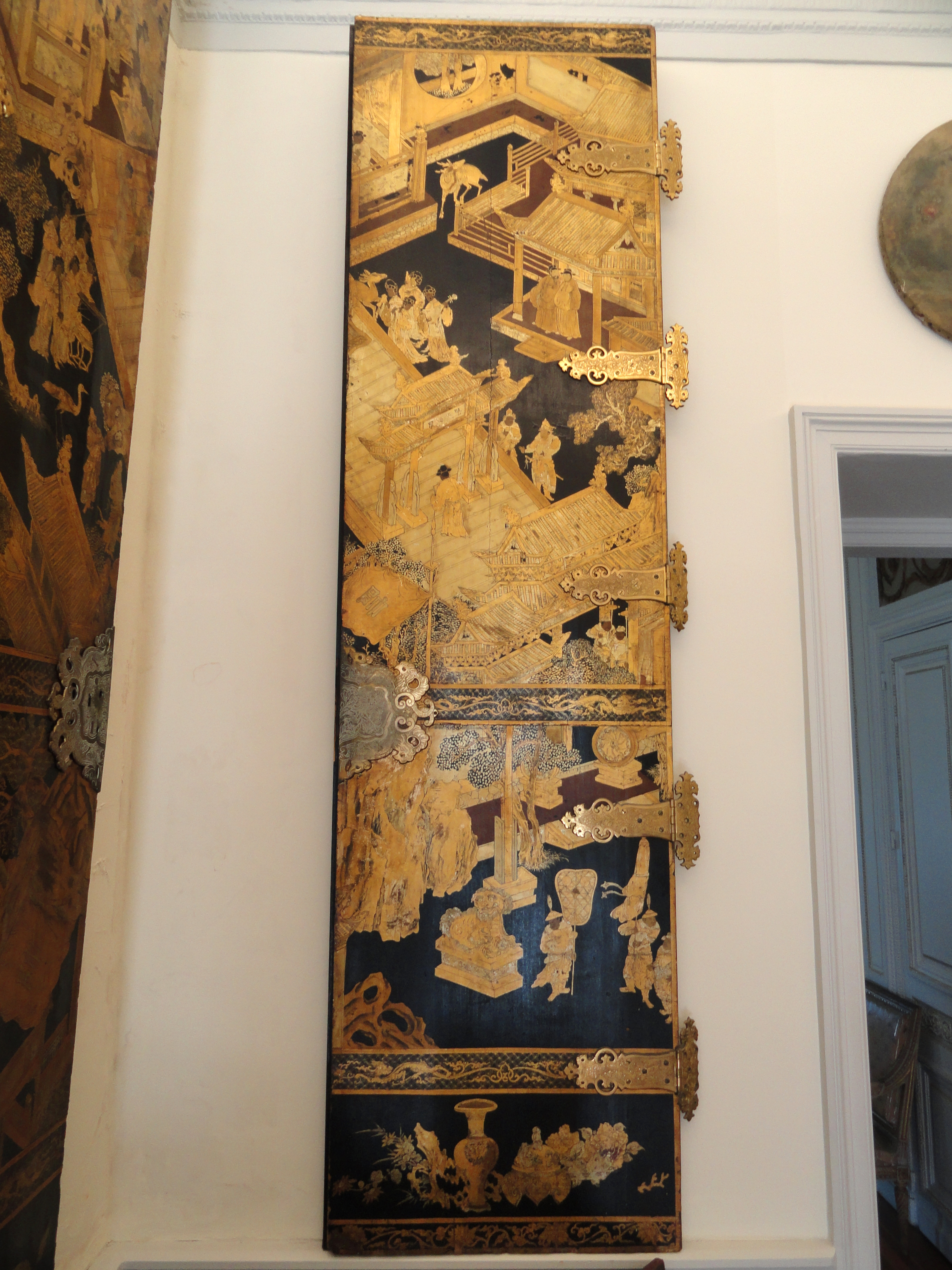
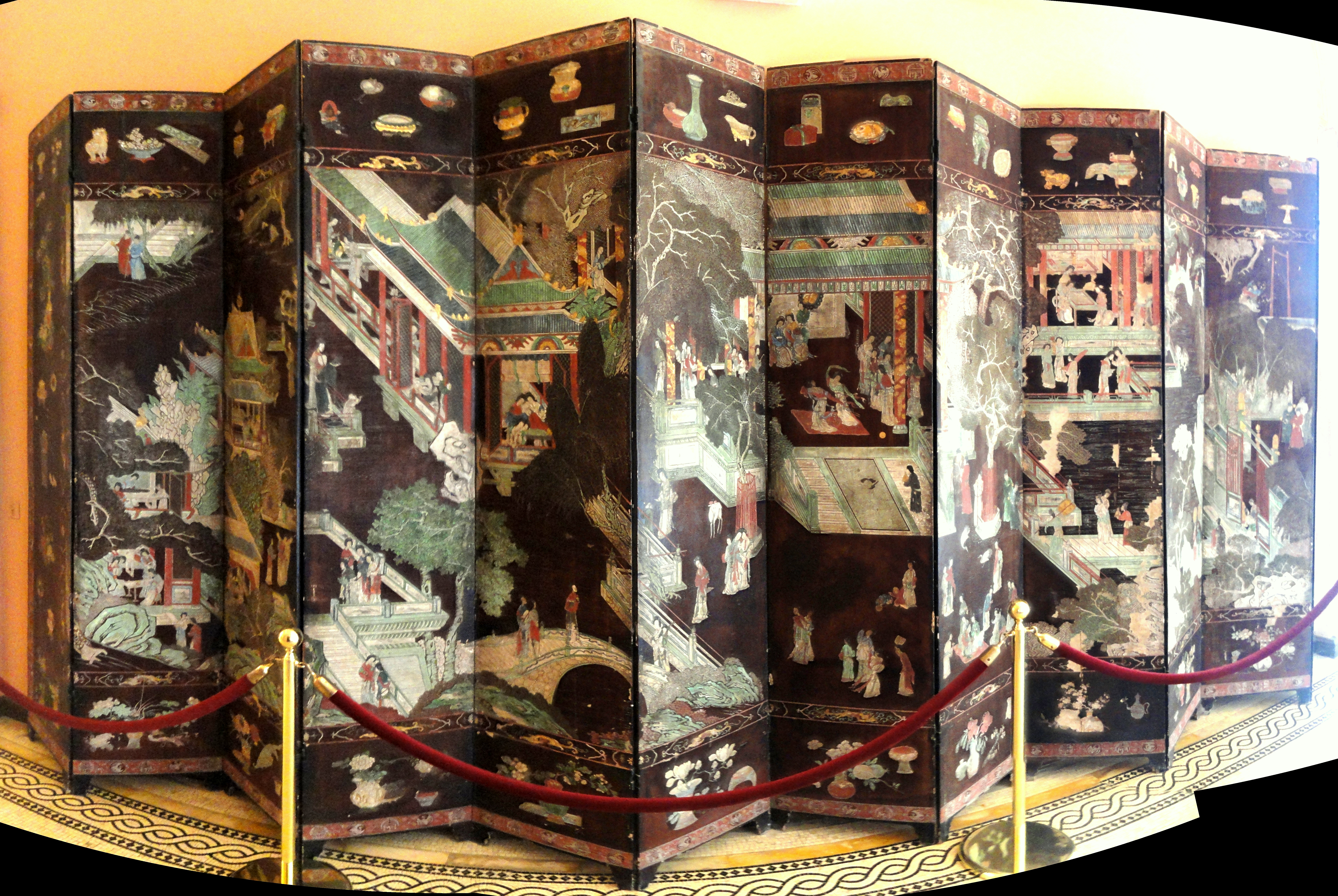

### Salon der Tapisserien aus Beauvais
Die Möbel wurden von dem Kunsttischler Georges Jacob signiert und bezogen mit Stoffen aus den Tapisserie-Manufaktur Beauvais.

Salon der Tapisserien aus Beauvais
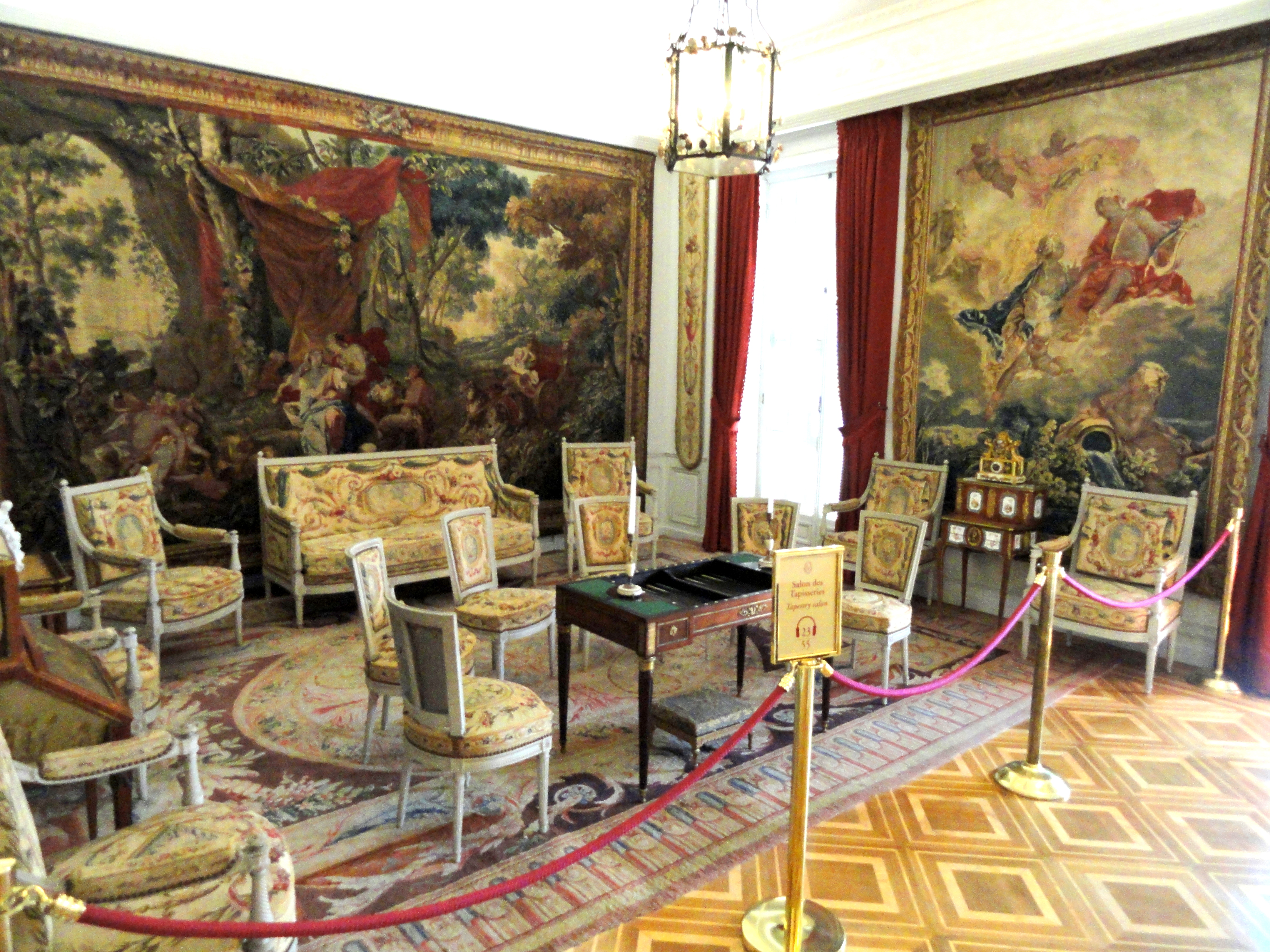
Der Salon der Tapisserien aus Beauvais
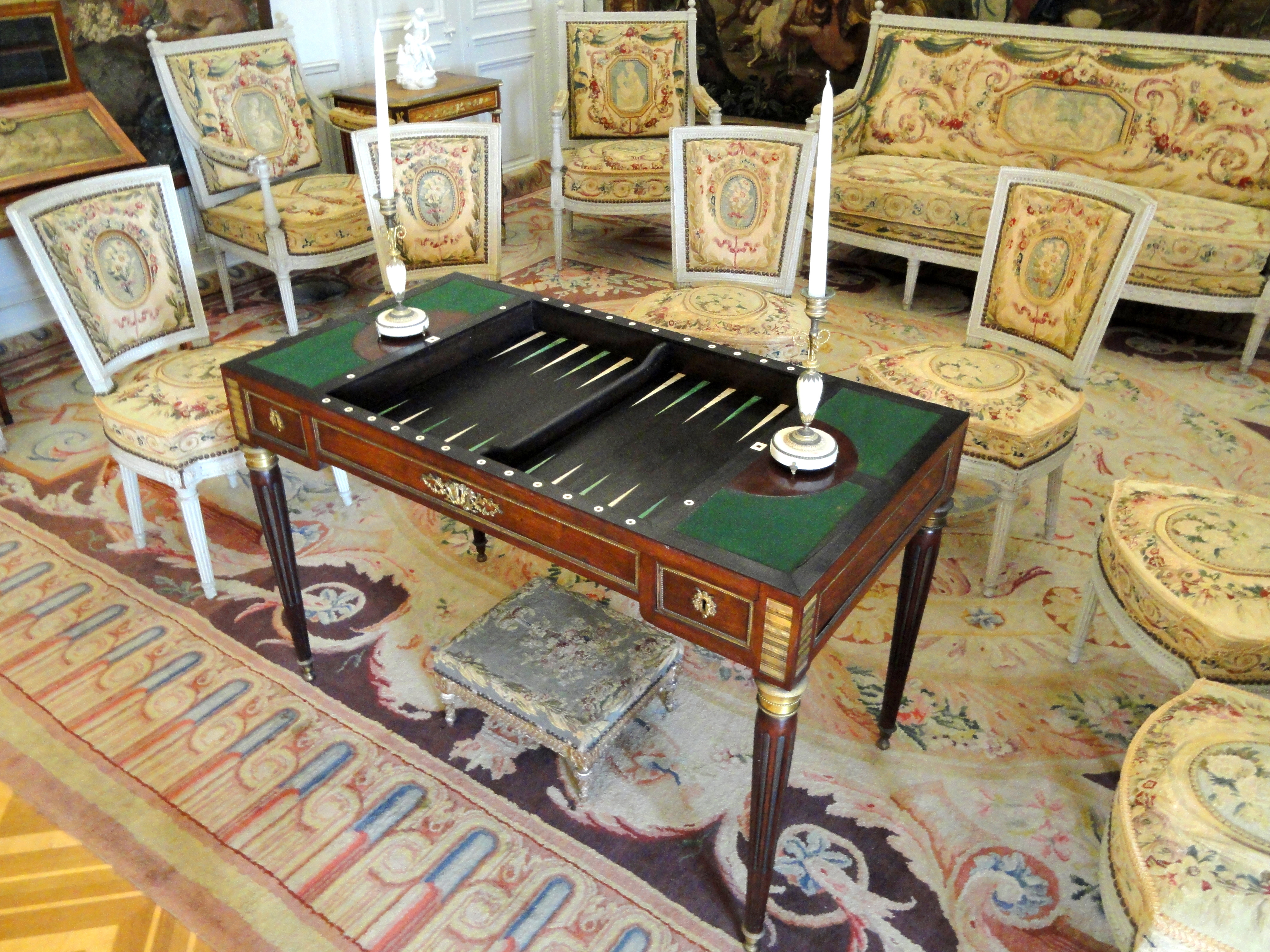
Innenansicht des Salons

### Affenkabinett
Das Affenkabinett (Salon des Singes) zeigt Meißner Porzellanfiguren, die ein Orchester von Affen zeigen und bemalte Holzvertäfelungen, die Jean-Baptiste Huet zugeschrieben werden.

Äffchenzimmer
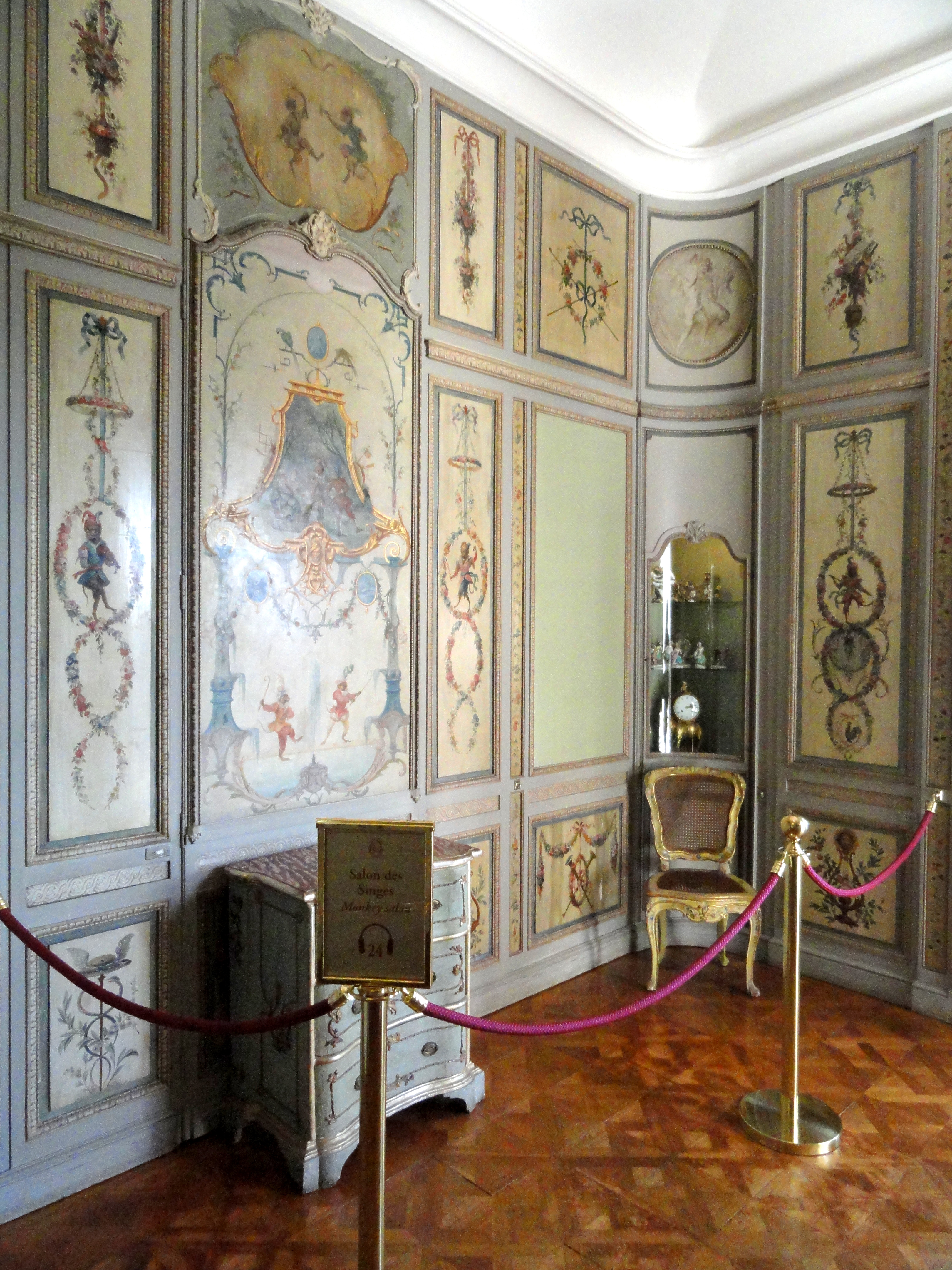
Affenkabinett
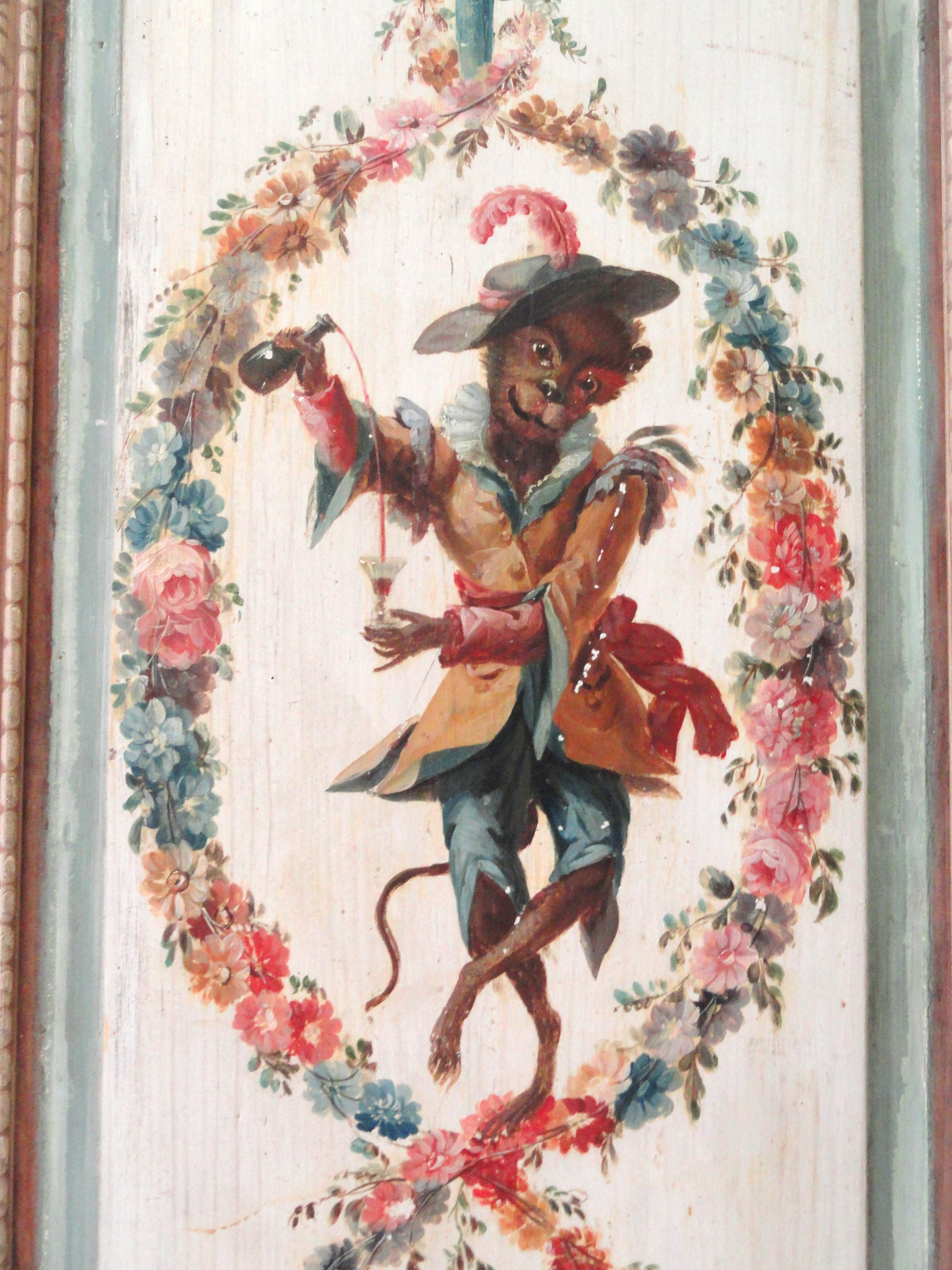
Bemalte Holzvertäfelungen, die Jean-Baptiste Huet zugeschrieben werden
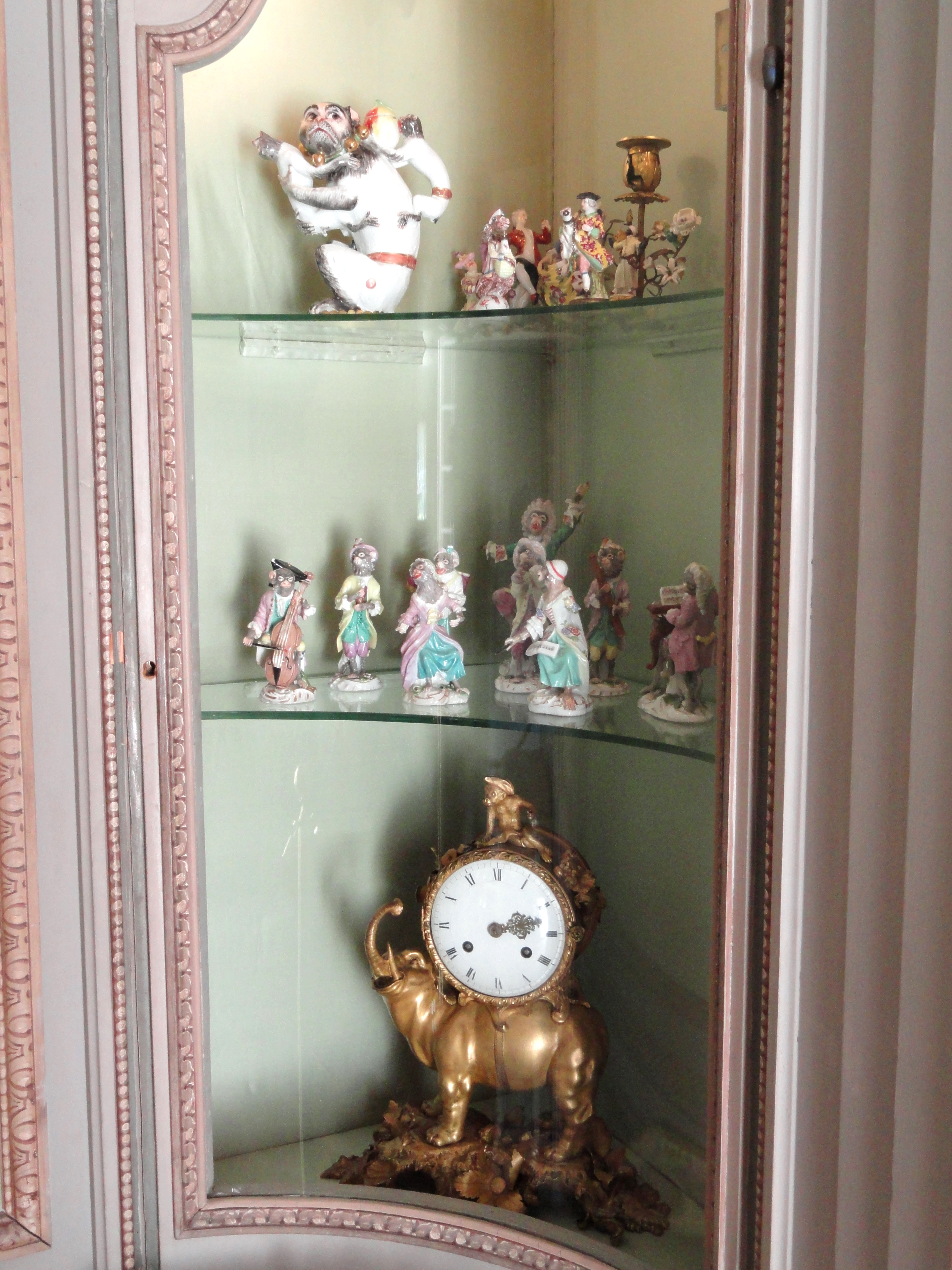
Orchester von Affen aus Meißener Porzellan

### Florentiner Loggia
Die Loggia ist mit ausgefallenen geschmiedeten Eisenstücken verziert und von dieser hat man einen Ausblick auf die Buchten der Umgebung sowie auf Villefranche-sur-Mer.

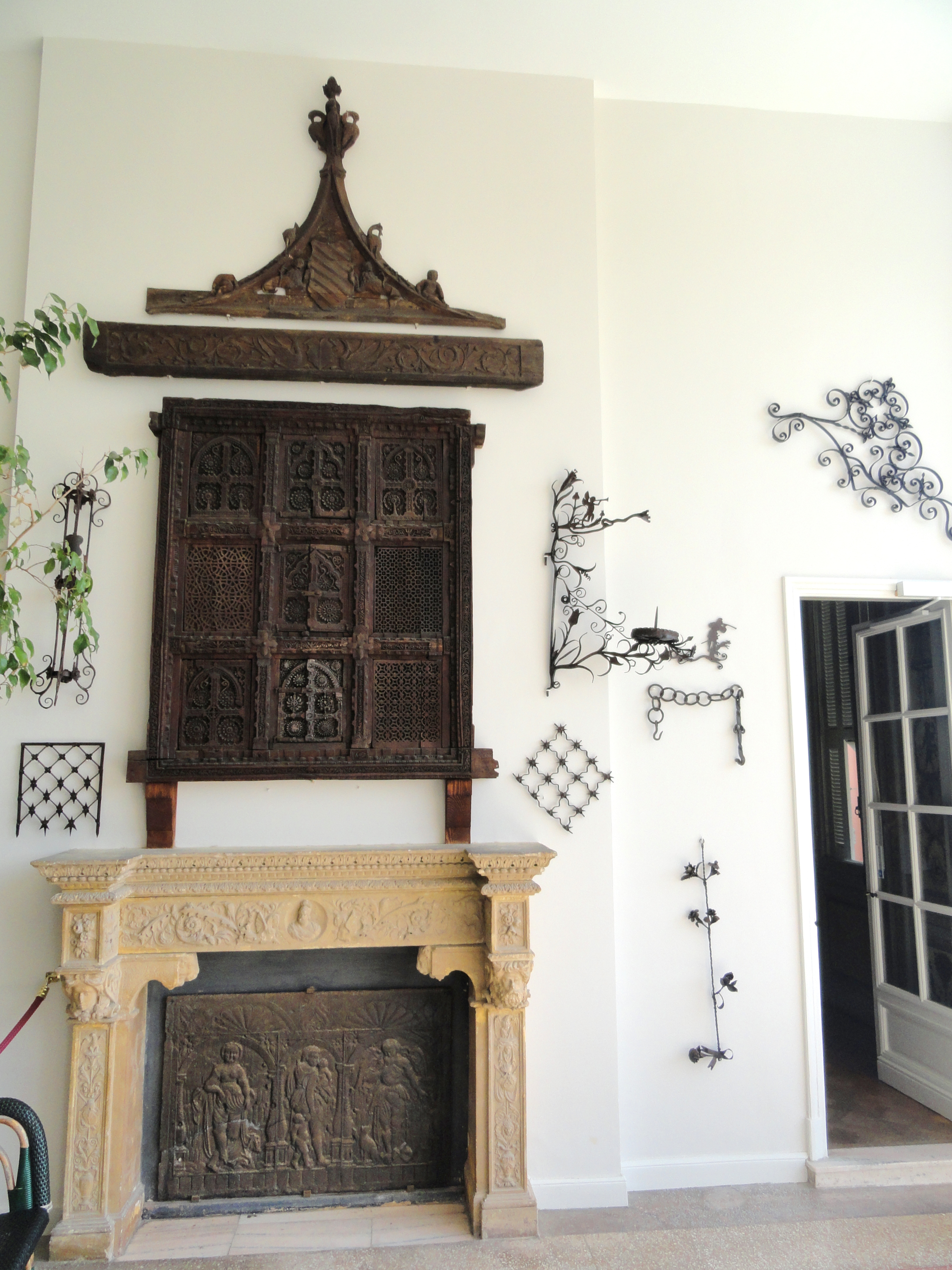
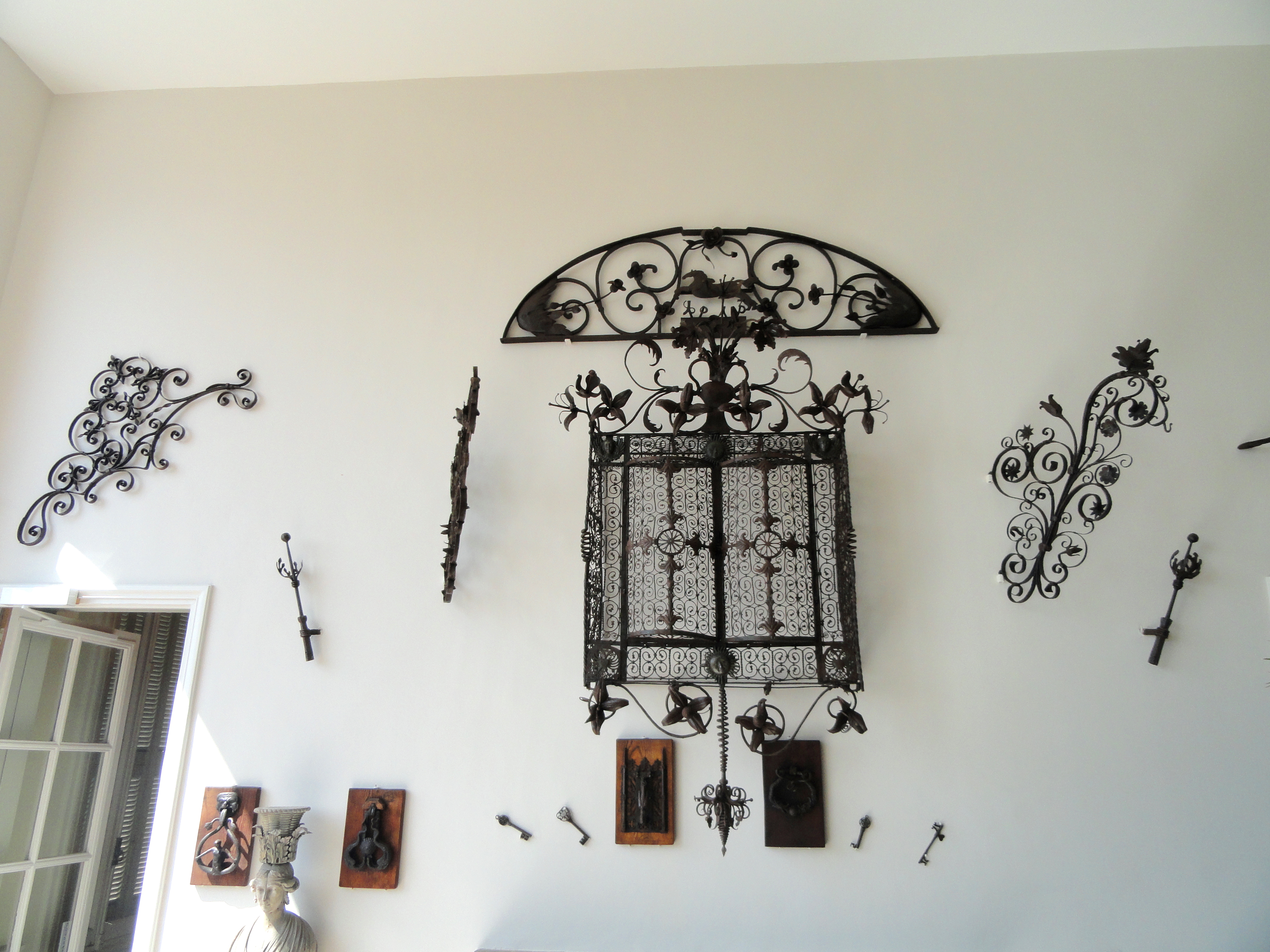

### Salon Jean-Honoré Fragonard
Im Salon sind Gemälde von Jean-Honoré Fragonard und seines Lehrers François Boucher ausgestellt.

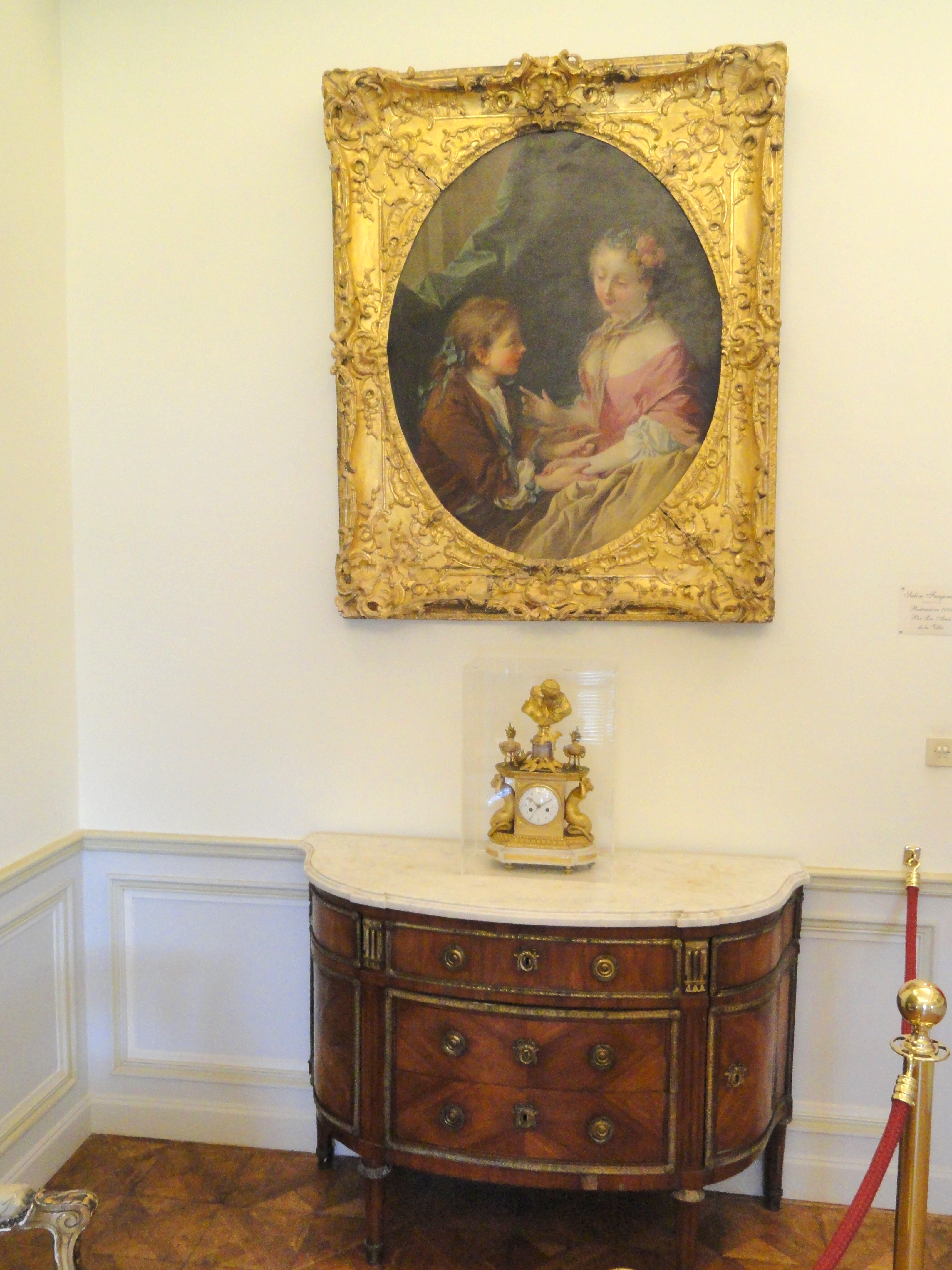
Anrichte mit einem Gemälde im Salon Fragonard
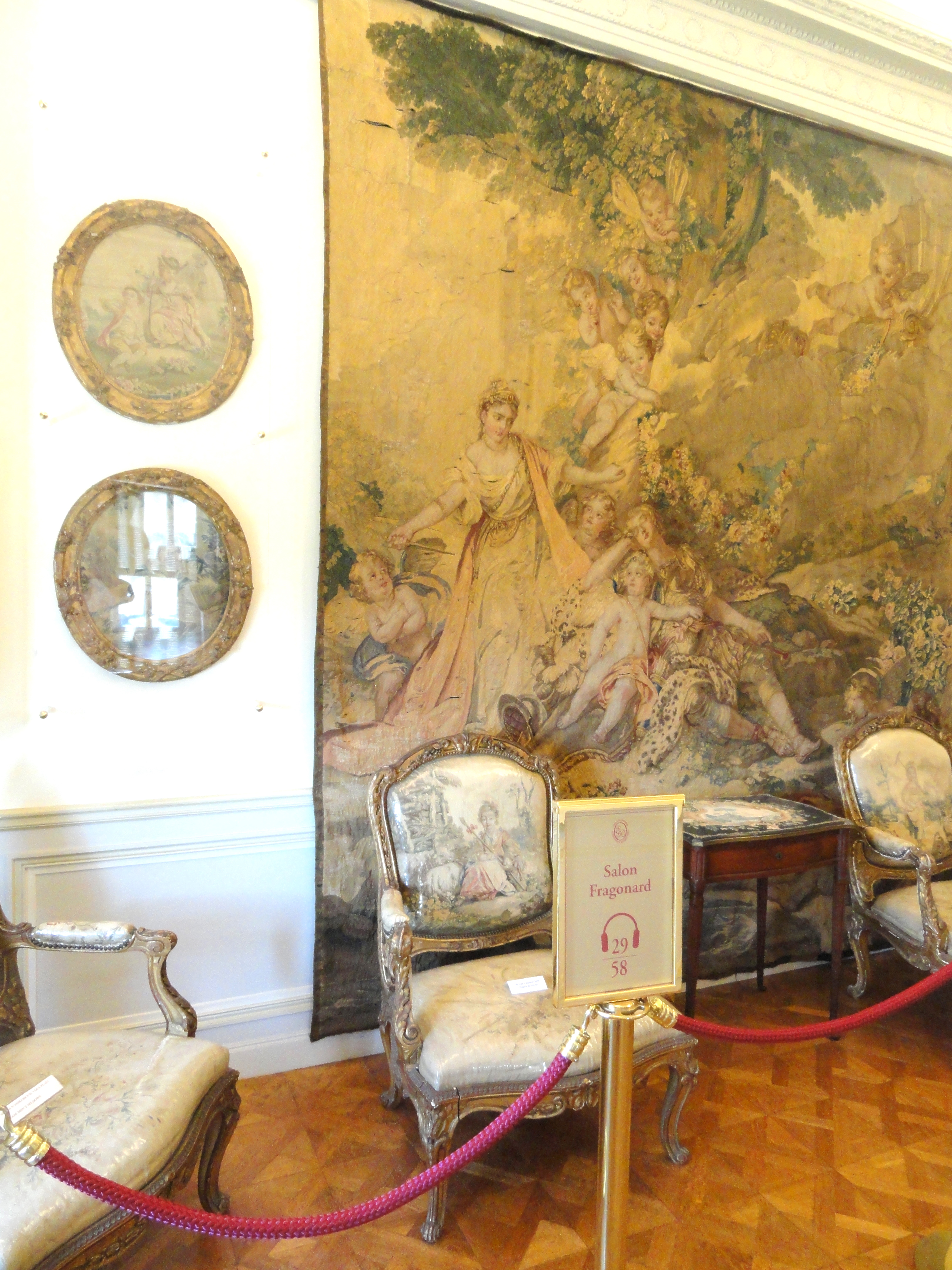
Blick in den Salon Fragonard

### Gärten

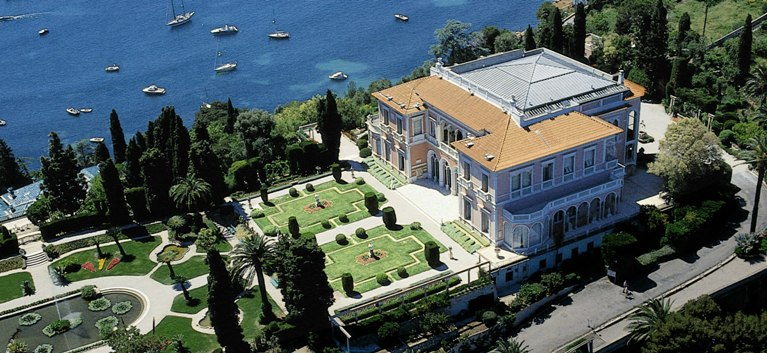
Blick auf die Villa Rothschild und den französischen Garten

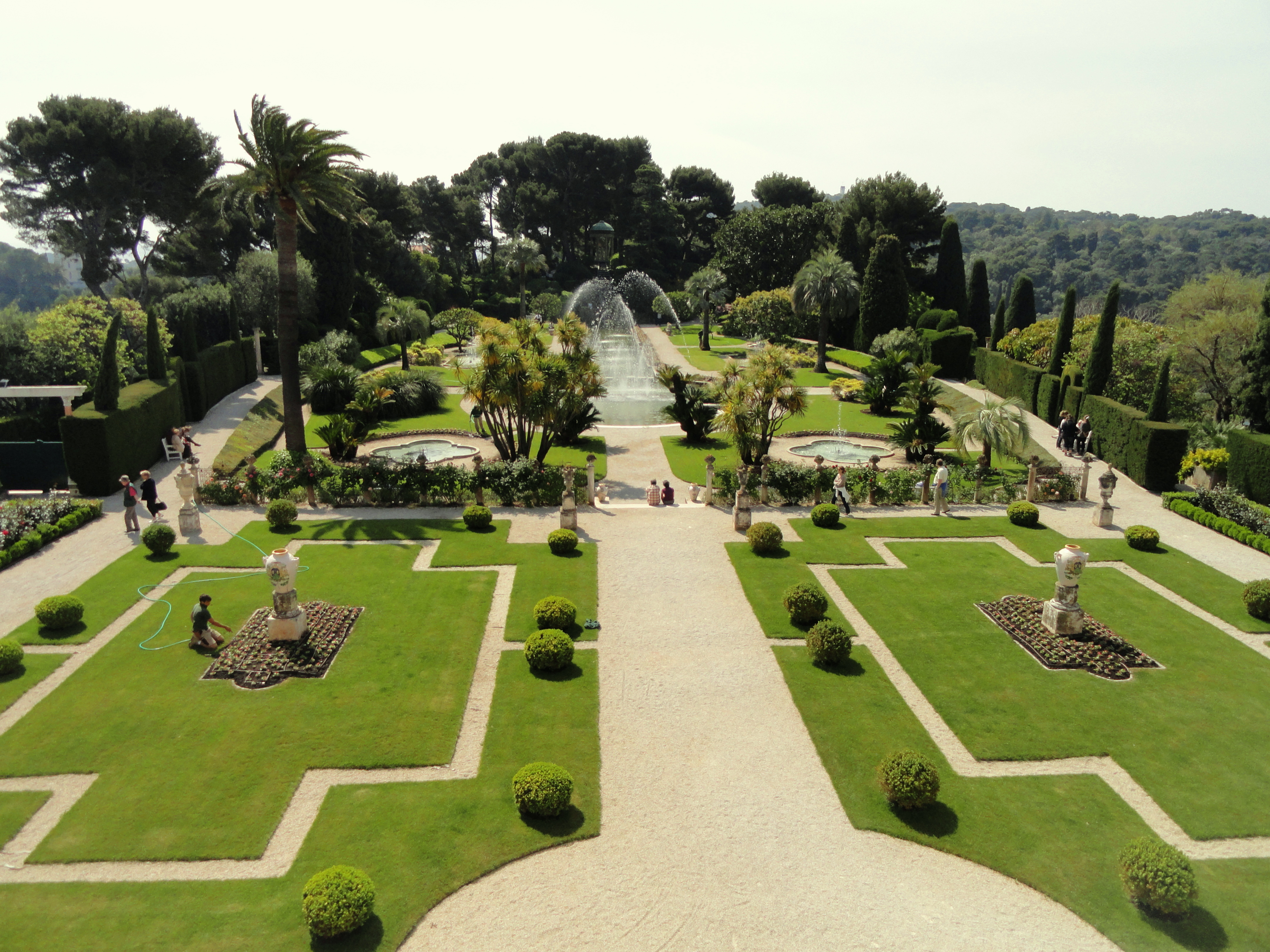
Französischer Garten

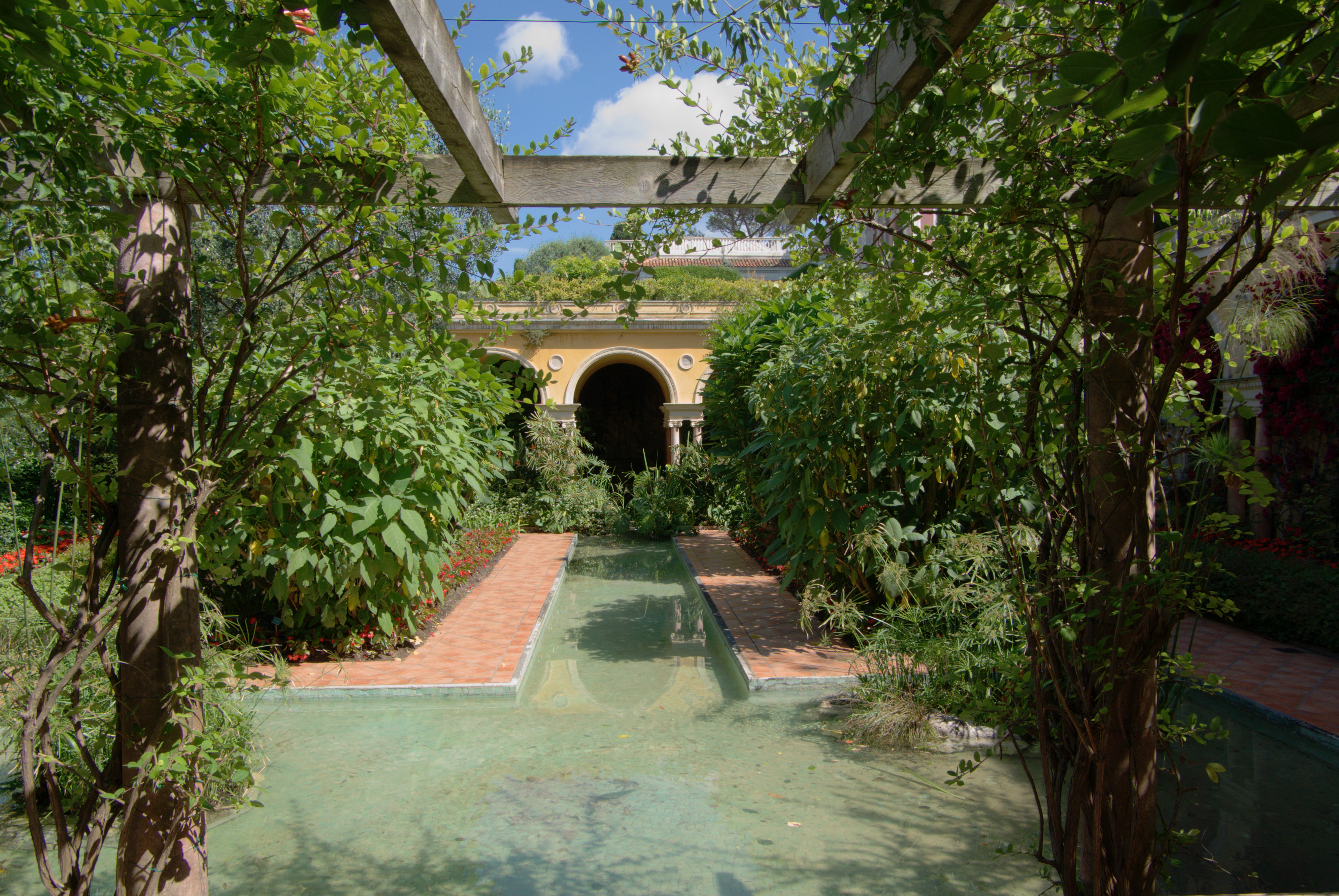
Spanischer Garten

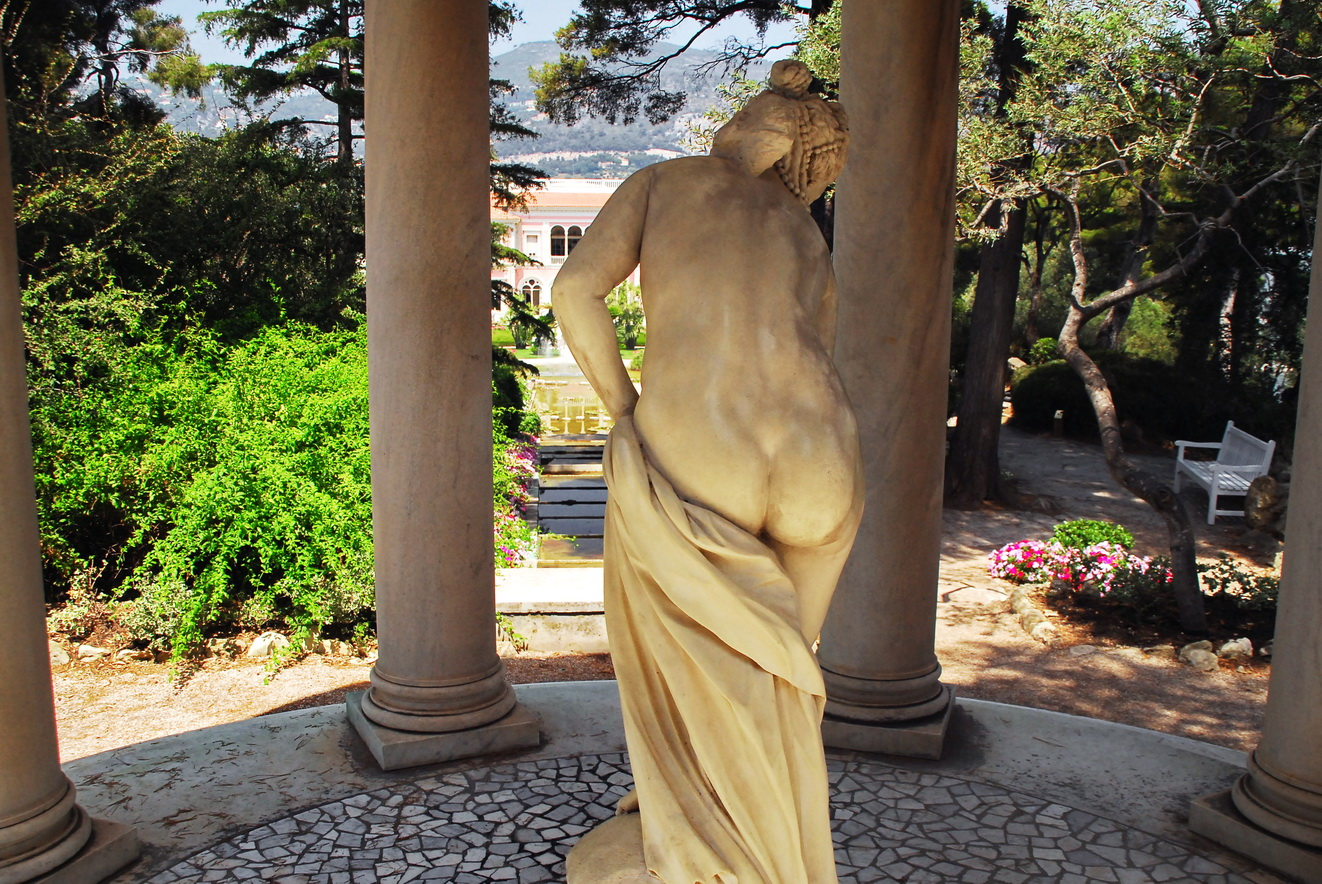
Liebestempel

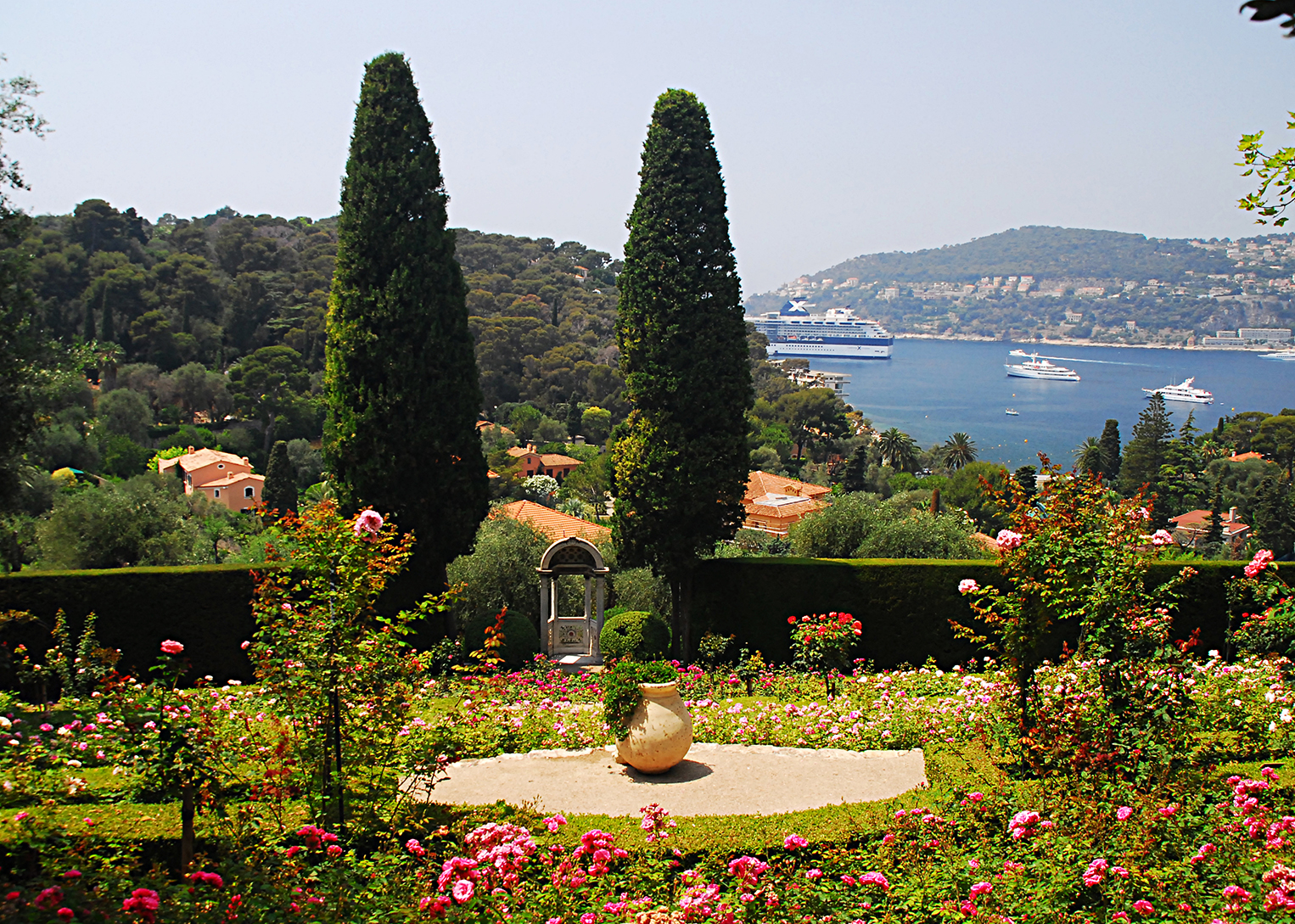
Garten mit Villefranche-sur-Mer im Hintergrund

Beatrice entschied, dass ihre Villa von einer parkähnlichen, großen grünen Fläche umgeben werden soll. So entstanden rund um das Bauwerk neun verschiedene Themengärten auf einer Fläche von über sieben Hektar.
Die neun verschiedenen Gärten, die die Villa umgeben, sind je nach den Erlebnissen und Reisen der Baronin de Rothschild jeweils einem anderen Thema gewidmet. Alle Gärten sind in einem unterschiedlichen Stil angelegt worden: spanischer Garten, bzw. florentinischer Garten, französischer Garten im Lapidarstil, einen exotischen Garten, japanischer Garten, Steingarten, Rosengarten und einen provenzalischen Garten. Sie wurden zwischen 1905 und 1912 unter der Leitung der Landschaftsarchitekten Achille Duchêne und Harold Peto angelegt und gestaltet.
Die Gärten wurden in der Form eines Schiffes konzipiert, damit diese von der Loggia der Villa, die wie die Brücke eines Schiffes war, mit dem Meer sichtbar von allen Seiten betrachtet werden können. Es wurde von Reisen inspiriert, die sie auf dem Linienschiff Ile de France machte, und der Villa wurde dieser Name gegeben. Die dreißig Gärtner, die die Gärten pflegten, wurden als Matrosen gekleidet, mit Barette und roten Pompons. Der florentinische Garten, mit Blick auf die Bucht von Ville Franche, hat eine große Treppe, eine künstliche Grotte und eine Ephebe aus Marmor. Jenseits des florentinischen Gartens ist die Lapidare bzw. der Steingarten, mit einer Wechselwirkung von Wasserspeiern, Felsspalten und anderen architektonischen Elementen, die aus antiken und mittelalterlichen Gebäuden stammten. Der japanische Garten hat einen hölzernen Pavillon, eine Brücke und Laternen. Der exotische Garten verfügt über riesige Kakteen und andere seltene Pflanzen. Ein Rosengarten mit einer Statue von Säulen umgeben grenzt in der Farbe Rosa an, die Lieblingsfarbe der Eigentümerin. Diese ist zugleich die vorherrschende Farbe. Auf der Ostseite der Villa ist ein Garten mit einheimischen Pflanzen der Provence und ein Garten mit Dekorationen von Sèvres.
Französischer GartenDer französische Garten französisch Le jardin à la française ist der größte von allen. Er befindet sich im Mittelpunkt der Parkanlage und liegt direkt vor der Villa und ist sichtbar von den Zimmern des Gebäudes. Er ist symmetrisch angelegt und besteht aus einem zentralen Teich und ist von weiteren kleinen Teichen und Plantagen umgeben. Das Teichbecken ist mit Seerosen und Wasserhyazinthen dekoriert und wird von einem Tempel der Liebe sowie von einer Kaskade dominiert. In der Mitte befindet sich ein Springbrunnen, der alle zwanzig Minuten neu gestartet wird und mit dem Erklingen klassischer Musik untermalt wird. Neben der Villa befindet sich eine Terrasse mit einem formellen Garten und französischen Formschnitten. Neben der Terrasse befindet sich ein Park mit Palmen und einem langen Becken mit Springbrunnen, Statuen und Becken mit Seerosen und andere Wasserpflanzen geschmückt. Am anderen Ende des Parks befindet sich ein Hügel, der mit Zypressen bedeckt ist. Rund um den Garten steht eine Replik des Tempels der Liebe des Grand-Trianon-Palasts. Der Hang unterhalb des Tempels hat eine Wasser-Kaskade in Form einer Treppe, die das darunter liegende große Becken mit Wasser speist. Aus dem französischen Garten führt zu einer weiteren unteren Ebene eine Treppe.
Spanischer GartenDer spanische Garten französisch Le jardin espagnol verfügt über einen schattigen Innenhof und einen Brunnen, mit aromatischen Pflanzen, katalanischen Amphoren und einer gallisch-römischen Bank. Der spanische Garten besteht aus einem kühlen Höhle, eine Pergola und einem Kanal, der mit Wasserpflanzen, Philodendren, Papyrus, Strelitzien, Grenadieren und Stechäpfeln besetzt ist.
SteingartenDer Steingarten inszeniert im Schatten von Kampfer und Zimt aus Kalifornien, es befinden sich Reliefs und Wasserspeier aus zivilen Gebäuden oder alten Klostern, die keinen Platz in der Villa gefunden hatten. Die Azaleen, japanischen Kamelien, Rhododendren, Fuchsien, Hortensien und die anabelle solendra haben ihre Blüte von Februar bis April.
Japanischer GartenDer japanische Garten wurde zuletzt im Frühjahr 2003 wieder in seinem ursprünglichen Zustand wiederhergestellt. Er schließt seinen trockenen Garten mit Pflanzen der Gattung Ophiopogon ab und ist grünen Farben gehalten und schwarz umrandet mit Azaleen, Japanischen Sagopalmfarn (Cicas revolutas) und Gardenien. Ein Wasserfall fließt in einen Teich, der mit verschiedenen Kois besetzt ist. Er ist von verschiedenen Sorten von Acer palmatum umgeben. Oben befinden sich ein Teegarten und ein Obdach.
RosengartenDer Rosengarten befindet sich am Ende des Gartens und liegt am Fuße eines kleinen Tempels mit sechseckigen Rosenbeeten mit Namen: Baroness E. de Rothschild, Prinzessin von Monaco, Dynastie de Mepitac und Pierre-de-Ronsard-Kletterrosen. Der Rosengarten enthält eine Vielfalt von Arten der Lieblingsblumen der Baroness.
ZooDer Zoo, dessen Tiere alle nach Tod der Baroness verstorben sind, hatte eine Voliere mit Hunderten von Vögeln einschließlich Papageien. Jedes Mal wenn die Residenz von Béatrice Ephrussi de Rothschild besucht wurde, weilte sie längere Zeit bei ihrer Voliere. Darüber hinaus gab es mehrere Mangusten, Gazellen, Antilopen, Rosaflamingos und Affen. Ihre Mungos und zwei Affen konnten auf einem für sie bereitgestellten und maßgeschneiderten Stuhl im Stil Louis’ XVI. schlafen.
Zusätzlich zu diesen Gärten existierten seit der Zeit der Entstehung der Villa noch mit anderem Themen versehene Gärten:
Florentinischer GartenDer Florentiner Garten ist mit seiner Hufeisen-Treppe versteckt und eine Höhle ist mit einem nassen Marmor-Ephebe verziert. Die Treppe erstreckt sich durch eine Allee von Zypressen mit einem Blick auf die Bucht von Villefranche-sur-Mer. Der Weg ist mit Abelias, Streptosolen, Wandelröschen, Senecios, Raphiolepsis bepflanzt. Eine schöne Jacaranda Blumen im Herzen des Sommers.
Exotischer GartenDer exotische Garten wurde 1987 vollständig wieder hergestellt und wird geschnitten durch gewundene Pfade mit Sukkulenten und Kakteen wie unterem anderem Phormium, Aloe, Agaven, Ferox, Echinocactus grusonii (Schwiegermutterstuhl), Dasylirion, Wolfsmilchgewächsen.
Provenzalischer GartenDie provenzalischen Gärten liegen auf der gegenüberliegenden Seite zum Rosengarten. Er soll einen malerischen Anblick auf Olivenbäume und Pinien bieten, die natürlich durch den Wind gebogen sind. Der Garten verbreitet einen angenehmen Duft von Lavendel, seine Agapanthus und Kreuzblumen-Gewächse. Mehrere kleine Wege umgeben von aromatischen Pflanzen führen zum Tempel der Liebe, der wiederum von den französischen Garten umgeben ist.
Die Villa und die Gärten wurden am 3. September 1996 als historisches Denkmal (Monument historique) eingetragen.

## Nutzung
Die Baronesse gab 1916 ihren Aufenthalt in der Villa auf, nachdem ihr Mann gestorben war. Sie starb am 7. April 1934 in Davos in der Schweiz im Alter von 69 Jahren an Lungentuberkulose. Gemäß ihrem letzten Willen und dem Fehlen von näheren Verwandten vermachte sie nach ihrem Tod 1934 ihr Anwesen und ihren Nachlass der Académie des Beaux-Arts des Institut de France, einer Stiftung ihres Namens, damit diese dort ein Museum eröffnen kann. Am 2. April 1938 eröffnete das Museum für die Öffentlichkeit nach Sanierungsarbeiten am Haus und Garten, aber musste kurz darauf wieder schließen wegen des Beginns des Zweiten Weltkriegs. Danach eröffnete es wieder als Museum, mit anfänglich wenig Besuchern. 1960 begann es langsam bekannt zu werden und es hatte rund 60.000 Besucher jährlich.
In den 1990er Jahren beauftragte die Verwaltung der Stiftung einige private Unternehmen, um weitere Ausstellungsräume zu schaffen. Des Weiteren wurde eine neue Stilsammlung geschaffen, die vorherige von 1960 ersetzt.
Alle wichtigsten Gegenstände ihrer Kunstsammlungen, die sich in über 5300 Räumen in den verschiedenen Residenzen befanden, um ein Museum zu erschaffen, das die „Erscheinung eines lebenden Museums“ im Sinne von Nissim de Camondo oder Jacquemart-André erhält. Entsprechend dem Wunsch der Baronesse wurde die Villa mit ihren umfangreichen Sammlungen versehen, die zusätzlich auch in weiteren Außenstellen in Paris und der Côte d’Azur zu sehen sind.
Seit 1991 wird das Museum sowie die Verwaltung der Villa und Garten durch die Gesellschaft Culturespaces geleitet. Seit einiger Zeit wird im Mai jedes Jahr im französischen Garten der Villa das Fest der Rosen und Pflanzen gefeiert. Gleichzeitig findet auch in diesem Garten jeden Sommer das Opernfestival The Azuriales statt. In der Villa wurden zuletzt etwa 130.000 Besucher gezählt, was sie zu einer der am meisten besuchten Sehenswürdigkeiten zwischen Nizza und Menton macht.

## Rezeption in Filmen und Fernsehserien
Der außergewöhnliche imposante Bau und die Qualität der Villa, der Parkanlage und des Standortes inspirierte immer wieder Filmemacher für das Schaffen realistischer Filmszenen und Handlungen vor Ort. Zum Beispiel:
- 1957: Luzifers Tochter, französisch-italienischer Spielfilm von Denys de La Patellière mit Michèle Morgan und Daniel Gélin
- 1957: Die Prinzessin von St. Wolfgang, deutscher Spielfilm von Harald Reinl mit Marianne Hold und Annie Rosar[5]
- 1958: So ein Millionär hat’s schwer, österreichischer Spielfilm von Géza von Cziffra mit Peter Alexander und Heinz Erhardt
- 1959: Auf euren Hochmut werde ich spucken, französischer Spielfilm von Michel Gast mit Christian Marquand und Antonella Lualdi
- 1965: Lady L, deutscher Spielfilm von Peter Ustinov mit David Niven und Sophia Loren
- 1982/1985: Love Boat, US-amerikanische Fernsehserie
- 1983: Sag niemals nie, britischer Spielfilm (James-Bond-Film) von Irvin Kershner mit Sean Connery
- 1983: Das Auge, französischer Spielfilm von Claude Miller mit Michel Serrault
- 1969–1970: Die Macht des Geldes,  US-amerikanische Fernsehserie mit Lana Turner, Ralph Bellamy und George Hamilton
- 1984: …men Olsenbanden var ikke død!, norwegische Kriminalkomödie von Knut Bohwim mit Arve Opsahl, Sverre Holm und Carsten Byhring
- 1988: Zwei hinreißend verdorbene Schurken, US-amerikanische Filmkomödie von Frank Oz mit Steve Martin
- 2006: Manche mögen’s reich, französische Filmkomödie von Christian Vincent mit Isabelle Carré
- 2015: Éternité, belgisch-französisches Filmdrama von Trần Anh Hùng mit Audrey Tautou

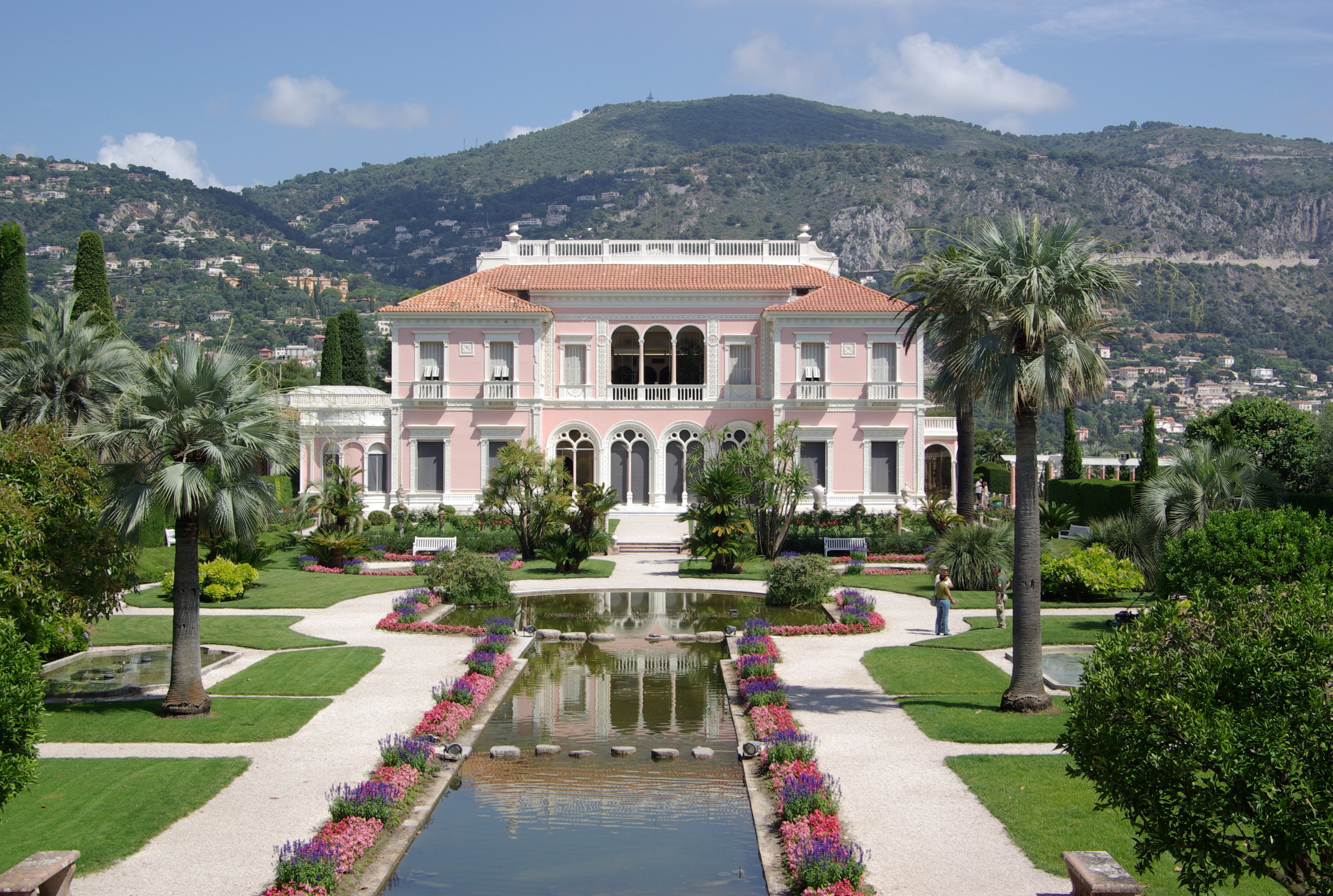
Blick auf Villa und Allee des französischen Gartens
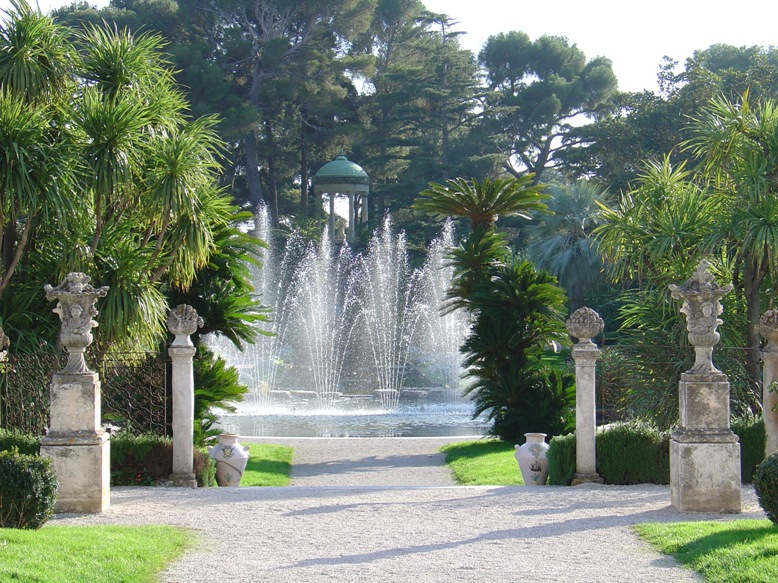
Springbrunnen im französischen Garten mit dem Tempel der Liebe im Hintergrund
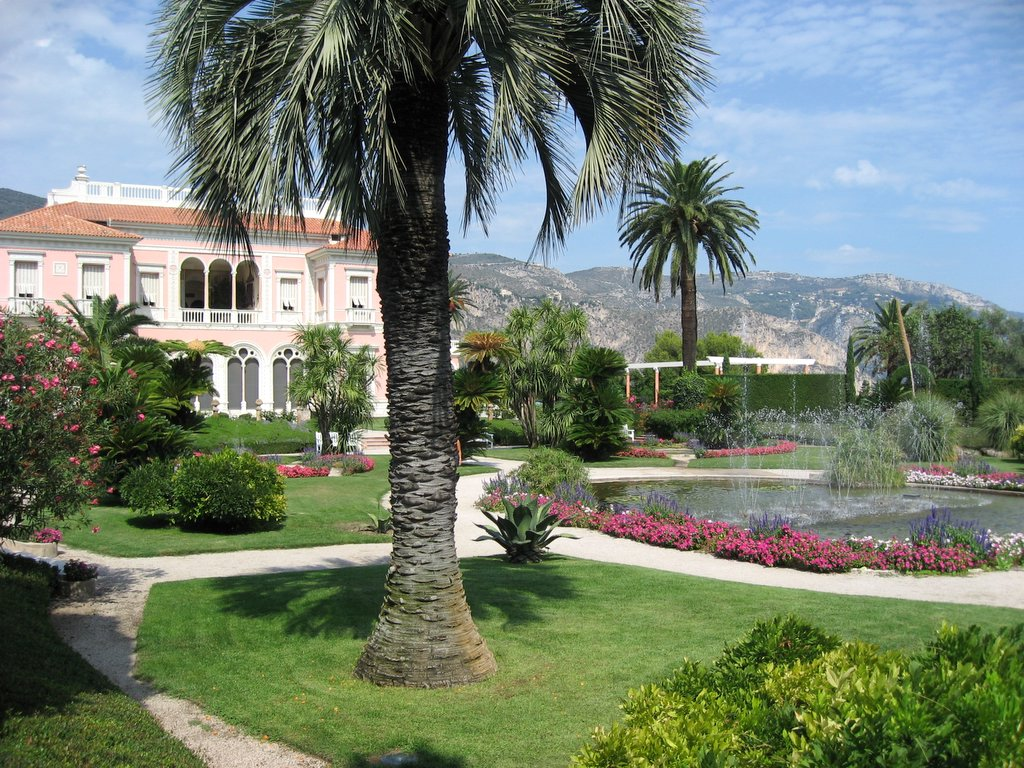
Detail im französischen Garten
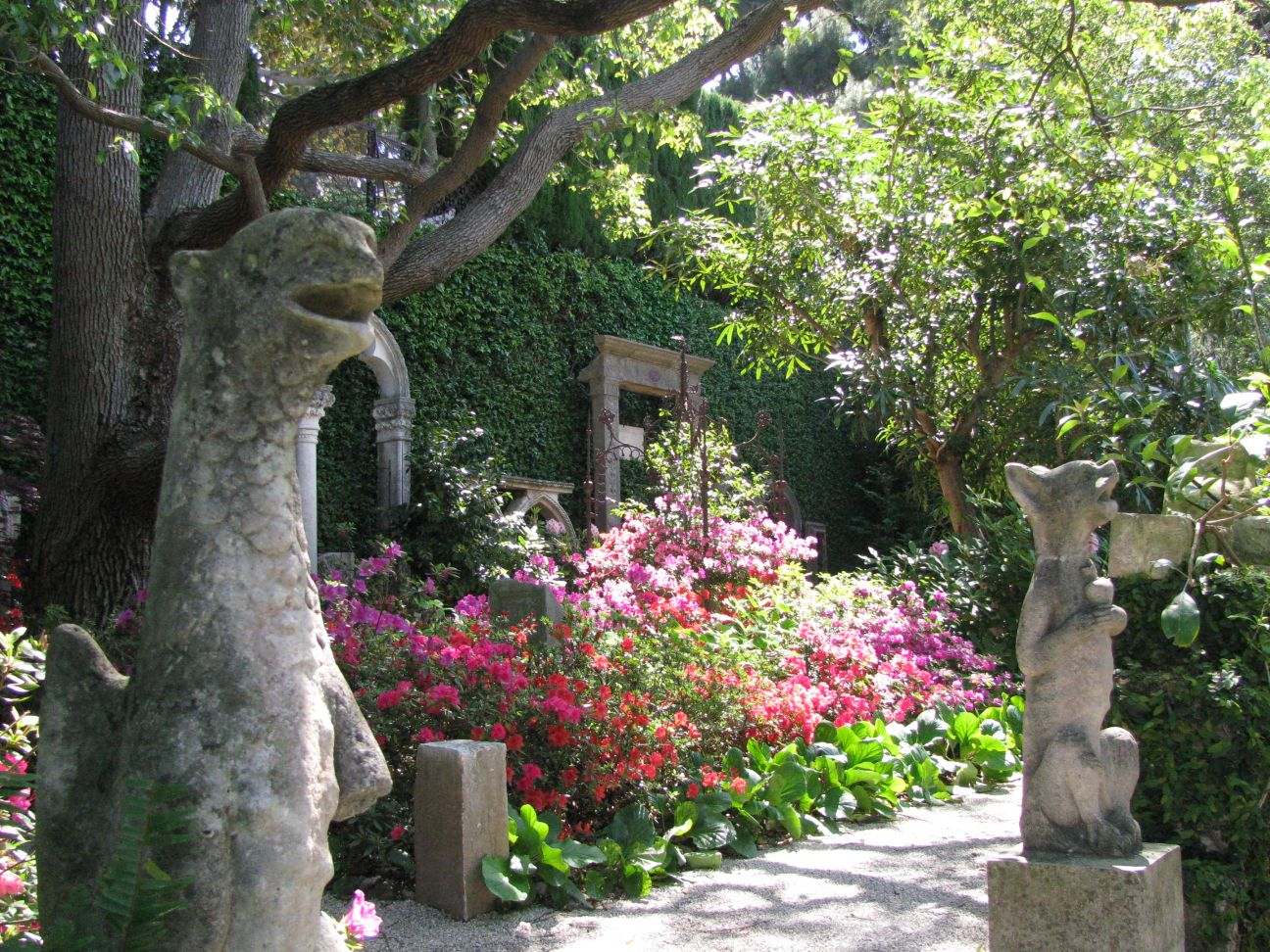
Steingarten
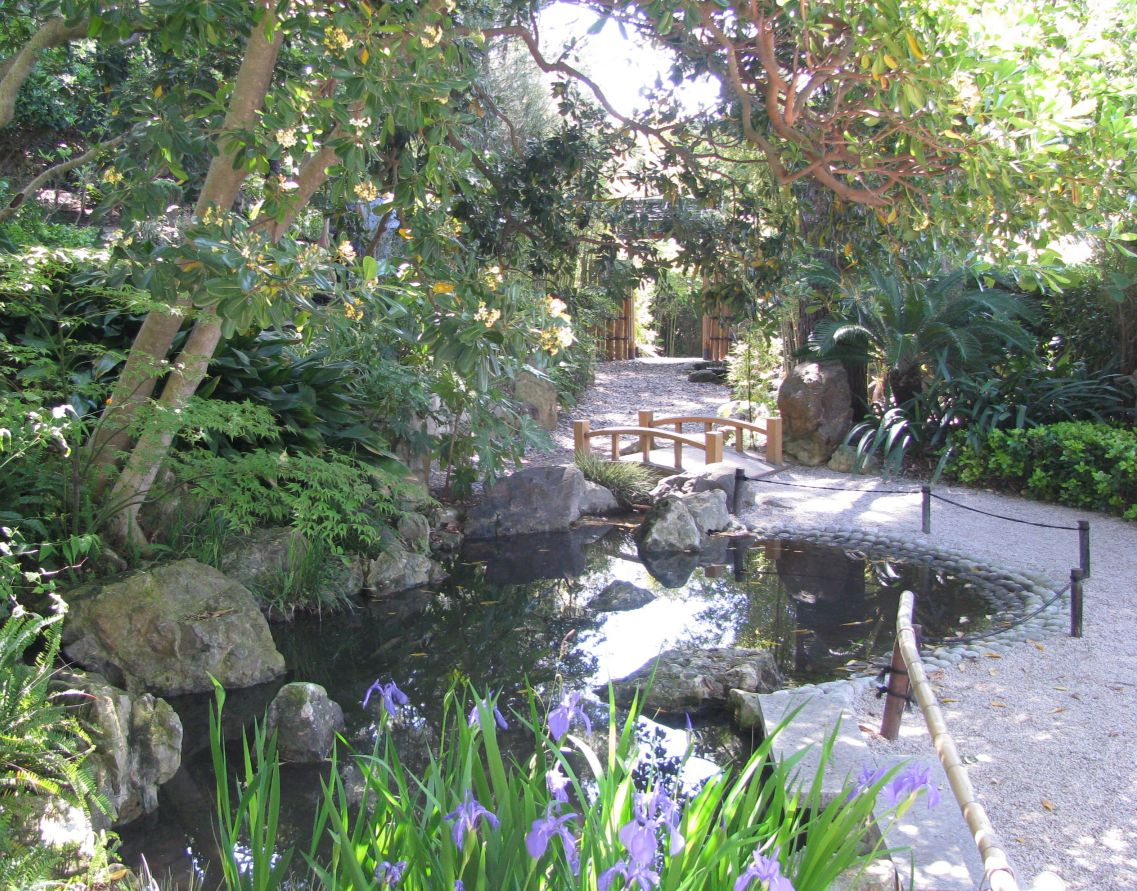
Japanischer Garten
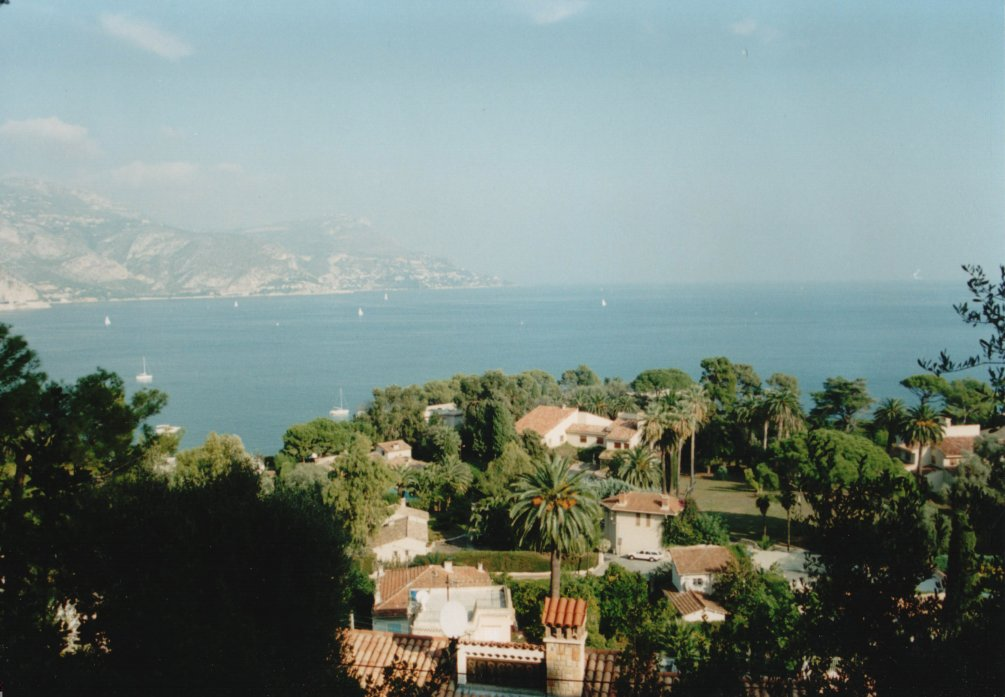
Ausblick ausgehend von dem Grundstück der Villa auf Nachbargrundstücke auf Cap Ferrat